# Peter Behrens

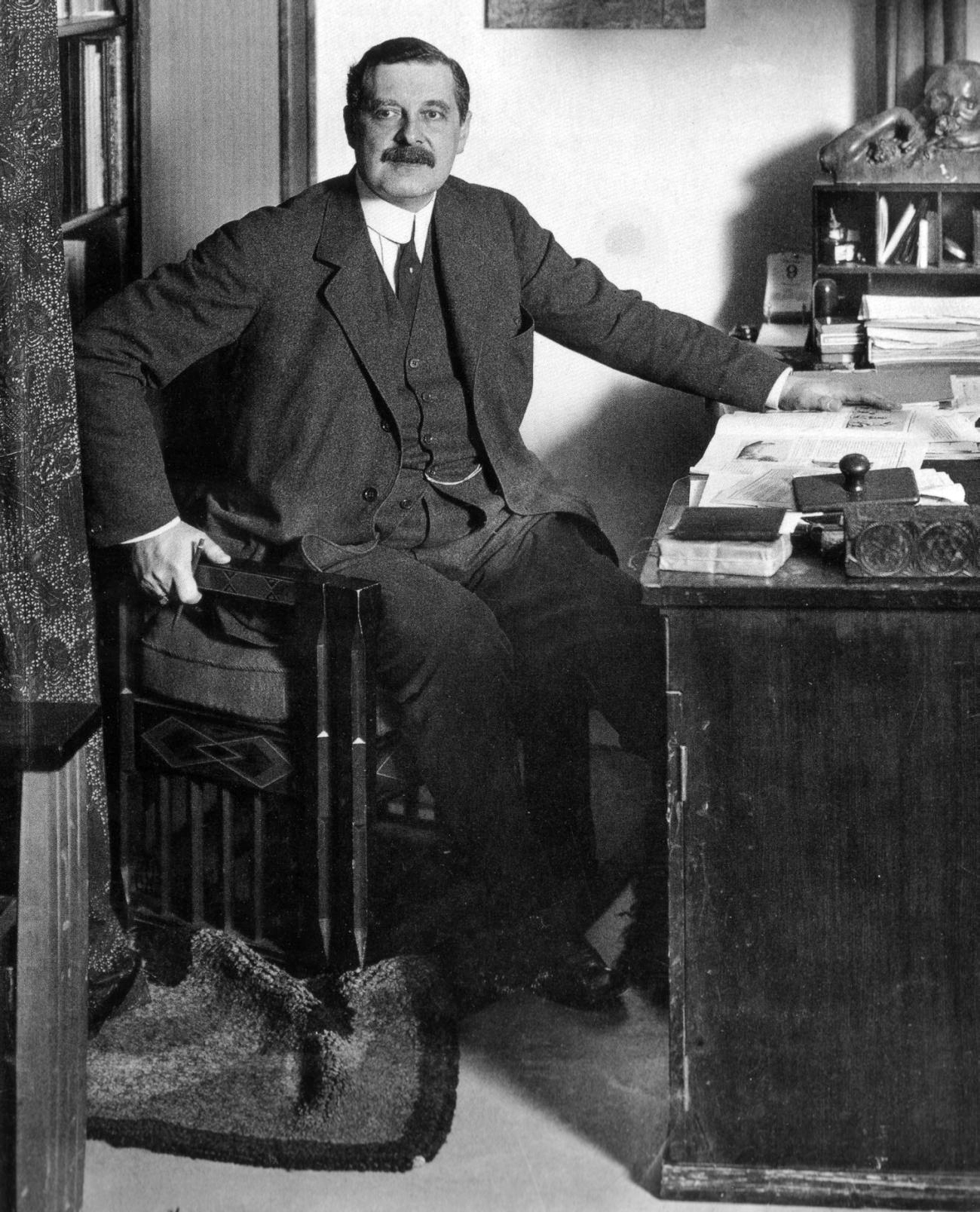
Peter Behrens (um 1913)

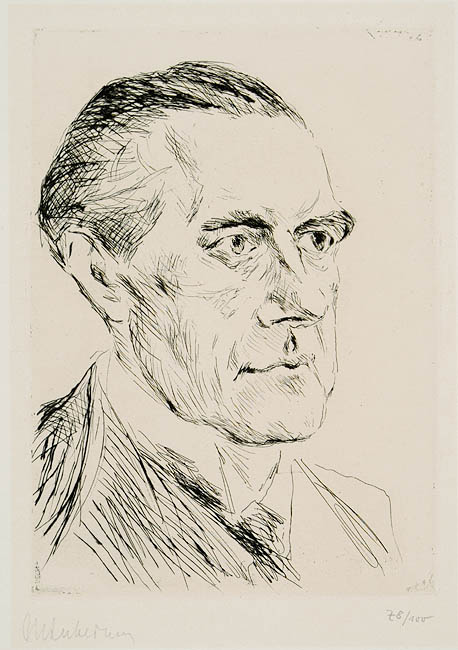
Max Liebermann: Peter Behrens, 1923

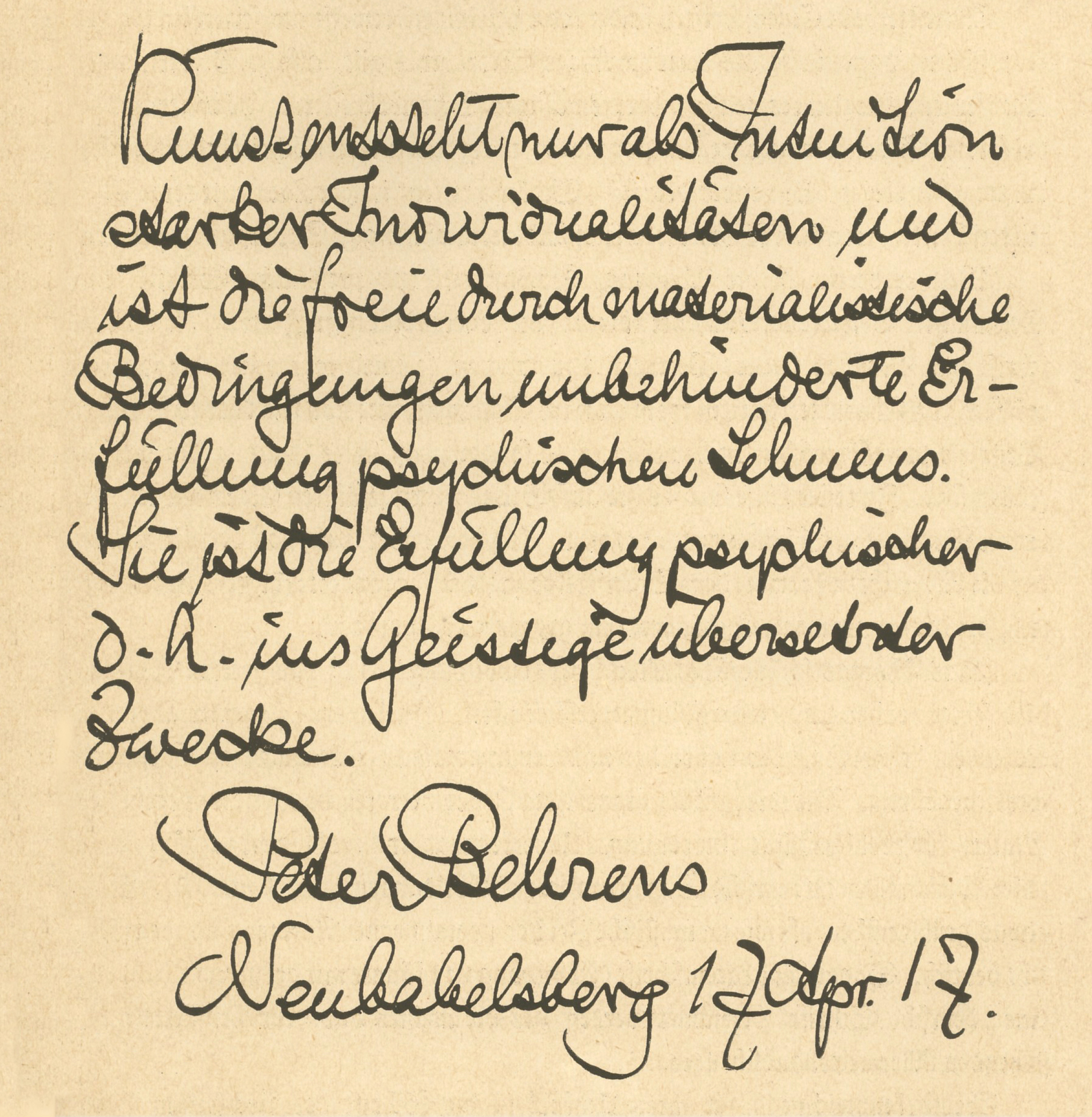
Handschrift von Peter Behrens

Sechs Assistenten von Behrens am Arbeitsplatz: (von li.) Mies van der Rohe, Meyer, Hertwig, Weyrather (dahinter), Krämer, Gropius (mit Plan), 1908

Peter Behrens (* 14. April 1868 in Hamburg; † 27. Februar 1940 in Berlin) war ein deutscher Architekt, Maler, Designer und Typograf, der als Pionier des modernen Industriedesigns gilt.
Behrens absolvierte zunächst eine Ausbildung als Künstler in der Malerei, wurde dann vor dem Ersten Weltkrieg in der Baukunst zum Vorreiter der sachlichen Architektur und des Industriedesigns. Er ist insbesondere bekannt als Mitbegründer des Deutschen Werkbundes und durch seine umfassende gestalterische Tätigkeit für die AEG vor dem Ersten Weltkrieg. Er gilt als Prototyp („Urbild“) des Industriedesigners und zugleich als Erfinder des Corporate Design, indem er bei der AEG vom Briefbogen über die hergestellten Produkte wie etwa elektrische Teekessel bis hin zu deren Fabrikbauten alles in einem einheitlichen Sinne gestaltete. Besondere Bedeutung erlangte das von ihm geführte Architekturbüro, weil dort einige später berühmt gewordene Architekten – unter anderem Walter Gropius, Ludwig Mies van der Rohe und Le Corbusier – quasi gleichzeitig gearbeitet hatten. Er war auch für die Schriftgießerei der Gebrüder Klingspor als Schriftgestalter tätig. Hier entwarf er eine Reihe von Satzschriften u. a. 1907 die Behrens Antiqua.

## Leben

### 1868–1899
Der Sohn einer evangelischen schleswig-holsteinischen Gutsbesitzerfamilie besuchte ab September 1877 das Christianeum in Altona, das er nach der Quarta Ostern 1882 wieder verließ. Von 1885 bis 1891 studierte er Malerei an den Kunstakademien in Karlsruhe (ab 1885), Düsseldorf (ab 1889) und München.
In Düsseldorf war er Schüler des Malers Ferdinand Brütt und wohnte in der Goltsteinstraße 18. München, wo er ab 1892 selbstständig zu arbeiten begann, prägte Behrens besonders als damals anerkanntes Zentrum der Jugendstilbewegung. Im Jahr 1890 unternahm er eine Studienreise in die Niederlande, um sich mit den Werken der dortigen Luminaristen zu beschäftigen. Behrens war 1892 Mitbegründer der Münchener Secession, aus der er bald wieder austrat, um unter anderem mit Max Slevogt und Lovis Corinth die Freie Vereinigung Münchner Künstler zu gründen. Des Weiteren war Behrens 1897 Mitbegründer der Vereinigten Werkstätten für Kunst im Handwerk. Freundschaften zu Mitgliedern des Pan-Kreises, so Otto Julius Bierbaum und Otto Erich Hartleben, gaben ihm die Möglichkeit, an deren Zeitschrift mitzuarbeiten und durch Abdruck von Holzschnitten und anderer Arbeiten bekannter zu werden. Er wandte sich nun eher dem Kunsthandwerk zu; es entstanden Arbeiten aus Glas und Porzellan. Im Jahre 1899 (a. Q.: 1890) heiratete er die Künstlerin Lilli Krämer.

### Darmstadt 1899–1903
Im Jahr 1899 erhielt er eine Berufung an die Darmstädter Künstlerkolonie Mathildenhöhe. Dort fing Behrens an, sich mit Architektur zu beschäftigen. Die Initiative zu einer solchen Künstlergemeinschaft ging auf den hessischen Großherzog Ernst Ludwig zurück, der junge Künstler aus verschiedenen Bereichen nach Darmstadt berief. Als sich die Kolonie 1901 der Öffentlichkeit mit der Ausstellung Ein Dokument Deutscher Kunst vorstellte, war es vor allem das von ihm selbst von der Fassade bis zum Besteckset geplante Haus Behrens, das überzeugte. Allerdings stießen sich einige Fachleute an der Tatsache, dass Behrens in Sachen Architektur ein reiner Autodidakt war.

„Indem er jedoch zum Erstaunen der Kritiker seine erste bau- und raumkünstlerische Aufgabe mit hohem Niveau erfüllte, demonstrierte er in hervorragender Weise, daß ein Künstlertyp herangewachsen war, der ungeachtet des Spottes der reaktionären Akademiker über die sogenannten ‚Malerarchitekten‘ wieder zu einer universellen Betätigung in allen Bereichen des Innen- und Außenbaues fähig war. Das Haus des Peter Behrens trug keineswegs den Charakter eines Erstlingswerkes.“

Heute gehört das Haus Behrens zum UNESCO-Welterbe.
1902 begann Behrens neben seiner Tätigkeit in Darmstadt auch Meisterkurse am Bayerischen Gewerbemuseum in Nürnberg zu halten. Er sah darin die Möglichkeit, die Handwerker mit den Ideen der progressiven Künstler vertraut zu machen. 1903 verließ er Darmstadt und die Künstlerkolonie, wo er sich gegen den (akademisch ausgebildeten) Architekten Joseph Maria Olbrich nicht recht hatte durchsetzen können.

### Düsseldorf 1903–1907
Um den Posten des Direktors der Kunstgewerbeschule Düsseldorf bewarb sich Behrens am 3. Oktober 1902 bei der Stadt Düsseldorf auf deren Anfrage vom 17. September hin. Unter Vorsitz des Oberbürgermeisters Wilhelm Marx entschied sich die Stadtverordnetenversammlung am 16. Dezember 1902 für Behrens und gegen seine Mitbewerber Martin Dülfer sowie Wilhelm Kreis, so dass er als 34-Jähriger für ein ungewöhnlich hohes Eingangsgehalt von 6600 Mark am 15. März 1903 seinen Dienst als Direktor der Kunstgewerbeschule antreten konnte.
Diese Arbeit gestaltete sich zunächst schwierig, da die Düsseldorfer Kunstszene sehr von der Kunstakademie beherrscht war und viele Autoritäten dort für die künstlerische Auffassung von Behrens wenig Verständnis hatten. Das änderte sich auch nicht, als dieser 1904 an der Großen Gartenbau-Ausstellung in Düsseldorf teilnahm und einen „Architektonischen Garten“ vor dem Kunstpalast vorschlug, zu dessen Gestaltung er mit Entwürfen von Holzzäunen, Pergolen und Löwenbänken bzw. Marmorbänken mit Katzen, gefertigt vom Bildhauer Rudolf Bosselt, beitrug. Die Treillagen trugen ihm in Düsseldorf den Scherz- und Spottnamen Lattenpitter ein und wurden Mitte der 1920er Jahre unter Wilhelm Kreis bei der Anlage des Ehrenhofs abgebrochen. Eine Marmorbank mit Katzen steht heute recht verwittert an der Goltsteinparterre hinter dem Schauspielhaus. Im Auftrag von Heinrich Frauberger, dem Direktor des Central-Gewerbe-Vereins für Rheinland, Westfalen und benachbarte Bezirke, entwarf er 1904 einen Lesesaal der Landes- und Stadtbibliothek Düsseldorf, der auf der Louisiana Purchase Exposition in St. Louis ausgestellt und bis 1906 in einem Erweiterungsbau am Kunstgewerbemuseum Düsseldorf verbaut wurde.
Karl Ernst Osthaus, der Direktor des Deutschen Museums für Kunst in Handel und Gewerbe in Hagen, war in diesen Zeiten einer der wenigen, die Behrens unterstützten. Über Osthaus kam Behrens in Verbindung zur Firma Hagener Textilindustrie Gebr. Elbers, für die er in der Folgezeit zahlreiche Entwürfe für Textilien anfertigte. Eine weitere bedeutende Kooperation ging Behrens mit Gustav Gericke ein, für dessen Delmenhorster Linoleum-Fabrik AG er auf der Oldenburger Landesausstellung 1905 den Anker-Linoleum-Pavillon sowie das Corporate Design in Form von Briefbögen, Plakaten und Broschüren entwickelte.
In der Folgezeit richtete Behrens in Düsseldorf auch Typografiekurse ein. Zu diesem Zweck kontaktierte er 1906 über Hermann Muthesius den Briten Edward Johnston, der seit 1902 am Royal College of Art ähnliche Kurse abgehalten hatte. Behrens hatte bereits seit 1901 verschiedene Schrifttypen entwickelt, so Behrens-Fraktur, Behrens-Kursiv und Behrens-Antiqua. Das Pflanzen- und Ornamentzeichnen ließ Behrens nach der Methode von Moritz Meurer unterrichten.
Behrens hatte in Düsseldorf einen großen Kreis von Schülern, die sich später in der Vereinigung Der Ring (Berliner Zehner-Ring) zusammenschlossen und die Zeitschrift Ring herausgaben. Zehn Jahre später, im Jahre 1918, erwirkte Fritz Roeber, der Direktor der Kunstakademie Düsseldorf, die Übernahme der auch durch Behrens’ Wirken renommierten Architekturausbildung der Kunstgewerbeschule, ihrer Dozenten und Schüler.
Auffällig war, dass Behrens als Direktor der Kunstgewerbeschule zwischen März 1903 und August 1907 insgesamt 72 Dienstreisen unternahm, so etwa nach Den Haag, Wien, London, Karlsruhe, München, Dresden, Berlin, Hamburg und Oldenburg, beispielsweise wegen „Besprechungen über die Weltausstellung in St. Louis mit offiziellen Stellen“, wegen der Besichtigung anderer Kunstschulen, der Rücksprache mit Künstlern oder des Baus einer Kunsthalle. Bereits im zweiten Jahr seines Direktorats bat er Theodor von Möller, den Berliner Minister für Handel und Gewerbe, ihn von seiner Unterrichtsverpflichtung, die auf sechs Wochenstunden festgelegt war, zu entbinden, was dieser ihm widerwillig und rügend bewilligte.

### Berlin 1907–1921
1907 ließ Behrens sich in Berlin als selbstständiger Architekt nieder. Vorher hatte er bereits einige Aufträge zur Innen- und Außengestaltung von Gebäuden übernommen, so 1905 einen Vortragssaal des Folkwang-Museums in Hagen, der eigentlich wie der Rest des Gebäudes von Henry van de Velde hätte ausgeführt werden sollen. Mit Anna Simons zusammen entwarf er dort 1916 den Schriftzug Dem deutschen Volke am Berliner Reichstagsgebäude von Paul Wallot. 
Nachdem Peter Behrens schon vorher kleinere Entwurfsaufträge für die AEG übernommen hatte, wurde er Ende Juli 1907 zum Künstlerischen Beirat der Firma berufen. Für diesen Konzern war er in den Folgejahren auf nahezu allen Disziplinen der Gestaltung tätig, von grafischen Arbeiten wie Werbeprospekten über Produktentwürfe von Haushaltsgeräten bis zu großen Fabrik- und Verwaltungsbauten. Im Rahmen dieser Tätigkeit schuf er nicht nur die Vorentwürfe des heutigen Logos der AEG, sondern beeinflusste das gesamte Erscheinungsbild des Unternehmens.
In Berlin hatten sich bereits einige Architekten angesiedelt, die sich aufgrund von Konkurrenzkämpfen häufig mit Teilhabern zusammenschließen mussten, um zu überleben, so Mebes & Emmerich, Luckhardt & Anker oder Bruno Taut und Franz Hoffmann zu Taut & Hoffmann. Auch Peter Behrens arbeitete in seinem Atelier, dem Erdmannshof in der Berliner Ortslage Steinstücken bei Neubabelsberg, nicht allein. Mitarbeiter waren Walter Gropius, Ludwig Mies van der Rohe und Charles-Edouard Jeanneret-Gris, der sich ab 1917 Le Corbusier nannte; dazu Max Hertwig, Adolf Meyer, Jean Krämer und Bernhard Weyrather.
Neben seiner Arbeit für die AEG war Behrens auch weiterhin als freier Gestalter tätig. Der Bau seines Privathauses in Potsdam-Babelsberg und die Entwürfe für eine Gartenstadt in Eppenhausen bei Hagen fallen in diese Zeit. Letzteres kam wiederum durch Karl Ernst Osthaus zustande. Außerdem war Peter Behrens Vorstandsmitglied im Deutschen Künstlerbund. Von 1908 bis 1910 erteilte er dem späteren Maler Erich Grube Privatunterricht. 1909 entwarf er Weinetiketten für die graphische Anstalt Wilhelm Gerstung. Behrens war auch im Deutschen Werkbund tätig, beispielsweise organisierte er 1910 die dritte Jahrestagung des Werkbundes. 1911 konnte er mit anderen die Absetzung von Hermann Muthesius als Vorsitzendem verhindern. Darüber hinaus war Behrens, als sich der Werkbund 1917 an der Bildung eines Normausschusses der Deutschen Industrie beteiligte, Mitglied eines Unterausschusses für Baunormen.
1911 entwarf Behrens den Bau der Kaiserlichen Deutschen Botschaft in Sankt Petersburg, der in Deutschland vor allem hinsichtlich seiner Monumentalität gerühmt, im Ausland aber, beispielsweise in Frankreich und Russland, wegen seiner teutonischen Fassade kritisiert wurde. Drei Jahre später endete die Tätigkeit für die AEG. Im selben Jahr war Behrens Mitglied des Vorstandes der Kölner Werkbundausstellung. 1914 war er Mitunterzeichner des Manifests der 93. 1916 beteiligte er sich am vom Werkbund veranstalteten Wettbewerb für das Haus der Freundschaft in Istanbul.
Nach dem Ersten Weltkrieg suchte Behrens unter dem Einfluss der wirtschaftlichen Notlage nach Möglichkeiten für finanzielle Einsparungen beim Bauen. 1918 erschien seine Schrift „Vom sparsamen Bauen“, in der er sich für Typisierung und Verwendung preiswerter Materialien wie z. B. Schlackenbeton einsetzte. Diesen Beton hatte er 1910/11 bereits beim Bau von Arbeiterhäusern in Hennigsdorf eingesetzt, wo er nochmals für die Allgemeine Elektricitätsgesellschaft tätig geworden war. Bei städtebaulichen Entwürfen von Wohnsiedlungen hielt Behrens zudem eine Konzentrierung und Zusammenlegung wichtiger Gemeinschaftseinrichtungen wie Schulen, Kinderhorten, Ladenlokalen usw. für wichtig. Ab 1920 war Else Oppler-Legband seine Lebensgefährtin.

„Peter Behrens bezeichnete die Rolle des Architekten bei den neuen ländlichen Siedlungen als die eines Koordinators, der die Wünsche des Bauherrn und des Benutzers ausgleiche und ausführe. Er wies ausdrücklich jede Absicht zurück, Geschmack von oben aufzudrängen und stimmte mit Gropius überein, daß der Architekt nur für den allgemeinen Plan zuständig sei. Alle Einzelheiten sollten zwischen Handwerkern und Bewohnern ausgearbeitet werden.“

### Düsseldorf/Wien/Berlin 1921–1940
1921 wurde Behrens an die Kunstakademie Düsseldorf berufen. 1922 wurde er zudem Nachfolger Otto Wagners als Leiter der Meisterschule für Architektur an der Wiener Akademie der bildenden Künste. Bis 1927 war Behrens hier Direktor der Architekturabteilung. Außerdem verlieh ihm die Leitung der Technischen Hochschule Prag die Ehrendoktorwürde.
In dieser Zeit entstand der Entwurf für ein Verwaltungsgebäude der Farbwerke Hoechst AG (1920–1924) in Frankfurt-Höchst. 1925 beteiligte sich Behrens an der Internationalen Kunstgewerbeausstellung in Paris. Ferner hielt er auf der Essener Haupttagung des Verbandes Deutscher Architekten- und Ingenieurvereine einen Vortrag über den Industriebau als Kulturaufgabe. In diesem und in den zwei darauffolgenden Jahren fand eine große Wanderausstellung seiner Werke und der seiner Wiener Meisterschüler statt, und als Ludwig Mies van der Rohe 1927 die Leitung der Werkbundausstellung in der Weißenhofsiedlung in Stuttgart übernahm, folgte auch Behrens dessen Aufforderung, sich daran zu beteiligen. Die Deutsche Gasolin beauftragte Behrens 1927, Zapfsäulen und Tankstellen zu entwerfen, um dem Vorwurf der Verunstaltung der Umwelt zu entgehen.
Die Spätphase seines Schaffens in den 1930er Jahren war durch die Konzentration auf städtebauliche Aufgaben gekennzeichnet. Behrens wurde besonders in Berlin tätig, wo solche Aufträge durch die rasche Entwicklung der Stadt und die Probleme des zunehmenden Massenverkehrs nötig waren. Diese Tätigkeit von Behrens umfasste u. a. die Neugestaltung des Alexanderplatzes, die unter anderem der Berliner Stadtbaurat Martin Wagner angeregt hatte. Nach dem Tode von Hans Poelzig 1936 übernahm Behrens die Leitung der Meisterschule für Architektur an der Preußischen Akademie der Künste in Berlin.
Behrens wurde auf dem Friedhof Wilmersdorf begraben. Sein Grab ist nicht mehr erhalten.

## Werk

### Überblick
In der Anfangsphase seines Schaffens versuchte sich Behrens durch verschiedene Reisen Anregungen zu verschaffen. Neben der Hollandreise 1890 wurde er während eines Besuches der École du Petit Boulevard in Paris durch die monochrome Stimmungsmalerei der Schule der Luminaristen beeinflusst. Seine Bilder dieser Zeit sind stark impressionistisch und naturalistisch geprägt. Im Laufe der Zeit verstärkt sich die Ornamentik in seinen Bildern, auch beeinflusst durch seine Arbeit in der Münchner Secession. Die Bilder tendieren in der Folgezeit stark in Richtung des Jugendstils. Techniken sind häufig Öl auf Leinwand oder der Holzschnitt.
Letzteres leitet über zur Periode der Buchdruckkunst. Auch wenn die Erzeugnisse dieser Zeit nach wie vor von der Ornamentik des Jugendstils geprägt sind, finden sich zunehmend geometrisierende Formen. Buchverzierungen sind stark abstrahiert und flächenhaft. Auch die Schrifttypen, die Behrens später entwickelt, gehen in diese Richtung. Seine Werke während dieses Zeitabschnitts sind zwar schwer und kraftvoll, zeichnen sich aber durch eine durchaus sachliche Nüchternheit aus.

„In dieser Zeit überwogen Flächenmuster, Vignetten und Randleisten als Buchschmuck. Durch Schwere, Kraft und Abstraktheit der Form unterschieden sich die Linien bei Peter Behrens von denen der meisten anderen Künstler, die zu einem zarten Blütenspiel neigten.“

Nach der Gründung der Vereinigten Werkstätten für Kunst im Handwerk begann Behrens, im kunsthandwerklichen Bereich tätig zu werden. Aus dieser Zeit stammt etwa der Entwurf eines Buffets. Seine Auffassung von Ornamentik verwirklichte er unter anderem im Bereich der Glasmalerei und der Porzellankunst. Dies leitete über zur Ära Mathildenhöhe in Darmstadt, eine Künstlerkolonie, die sich signifikant von anderen unterschied, auch weil es in der Residenzstadt keine Kunstakademie, aber eine Technische Hochschule mit Architektur-Abteilung gab. Bei der Mathildenhöhe handelte es sich um keine unabhängige Künstlervereinigung, und die Mitglieder konnten ihren Vorstellungen nur in einem gewissen Maß freien Lauf lassen.

„Die Künstlerkolonie in Darmstadt war kein freiwilliger, gewachsener oder freundschaftlicher Zusammenschluß von gleichgesinnten, ähnlich denkenden Künstlern. Sie war eine von einem Landesherrn einberufene Institution, die bestimmten Zielen und Zwecken dienen sollte. Ihre Gründung und ihr Werdegang ist ein Kapitel landesgeschichtlicher Kulturförderung, das Beispiel fürstlicher Kulturpolitik im wilhelminischen Deutschland.“

Hier in Darmstadt kam Behrens zum ersten Mal mit der Architektur in Berührung, für die Ausstellung Ein Document Deutscher Kunst (1901) sollten alle teilnehmenden Künstler ihre Häuser einschließlich der Innenarchitektur und der Möbel vollständig selbst entwerfen, „jedoch unter der Bedingung, bei bewußter Ablehnung jeglicher eklektizistischer Elemente ihre künstlerisch-ästhetischen Absichten selbständig und möglichst umfassend darstellen.“ (Kadatz, S. 37).
Nach seinem Weggang aus Darmstadt bekam Behrens über Karl Ernst Osthaus den Auftrag für ein Krematorium in Hagen-Delstern. Die Ornamentik bestand aus mäanderartigen Linien in Schwarz und Weiß und stilisierten Schnecken.
Die Ornamentik behielt Behrens noch lange Zeit bei, allerdings wurde sie im Laufe der Zeit immer großflächiger und schlichter, so beim Verwaltungsgebäude der Continental AG in Hannover 1912 und in den Räumen, die er für die Werkbundausstellung 1914 in Köln entwarf. Unter dem Eindruck des Ersten Weltkrieges allerdings entstanden in der Folgezeit etliche Arbeitersiedlungen, die nichts mehr von den Verzierungen der Vorjahre erkennen ließen. Sie sind betont einfach gehalten.
Nach dem Krieg und in den 1920er Jahren machte Behrens erneut eine Weiterentwicklung durch. Auf der einen Seite ließen die Bauten von Behrens nun vor allem an der Fassade jegliche Struktur vermissen und fielen durch kompliziertere Grundrisse auf, wie sich an seinem Terrassenhaus für die Werkbundausstellung in Stuttgart-Weißenhof erkennen lässt. Auf der anderen Seite waren seine Bauten, in erster Linie große Verwaltungs- und öffentliche Gebäude, ganz im Gegenteil auffallend strukturiert, so das Technische Verwaltungsgebäude der Farbwerke Hoechst AG in Höchst. Die starke Betonung der Senkrechten ist bei diesem und anderen Bauten dieser Zeit klar erkennbar. Beim Hoechst-Bau sind die Backstein-Vertikalen dazu noch in unterschiedlichen Farben gemauert, ein eindeutiger Hinweis auf den Bauherrn.
In der Spätphase seines Schaffens dominieren städtebauliche Planungen. So entwarf Behrens zum Beispiel im Zuge einer projektierten Neubebauung des Alexanderplatzes in Berlin zwei gleichartige Büro- und Geschäftshäuser (Alexanderhaus und Berolinahaus), die die Einmündung der Königstraße und damit stadttorartig den Zugang zur Stadtmitte flankieren, wovon das südöstliche etwas größere Alexanderhaus in abgewinkelter Form besonders raumbildend wirkt.
Peter Behrens fand, von Einflüssen des Jugendstils ausgehend, zu neuen Formen der Architektur, die zunehmend den reinen Nutzbau in den Mittelpunkt des Interesses rückten, besonders auf dem Gebiet der Industriearchitektur. Behrens gilt als der führende Industriearchitekt seiner Zeit.

### Bauten

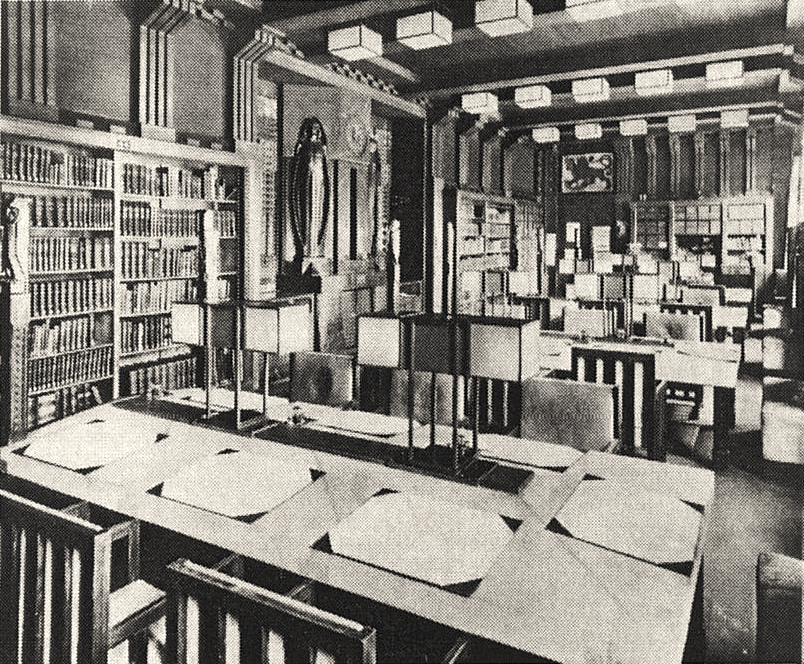
Lesesaal der Landes- und Stadtbibliothek im Erweiterungsbau am Kunstgewerbemuseum Düsseldorf, 1904/1906 – Als Beleuchtungskörper entwickelte Behrens glatte, schmucklose Milchglaskästen. Diese neusachliche Formfindung wandte Walter Gropius 1911 bei Leuchten im Fagus-Werk an. Fast identisch wurde sie in den 1920er Jahren bei den Beleuchtungskörpern für die Meisterhäuser des Bauhauses Dessau repliziert.

- 1900–1901: Wohnhaus Behrens auf der Mathildenhöhe in Darmstadt
- 1904/1906: Innenraumgestaltung der Landes- und Stadtbibliothek im Erweiterungsbau des Kunstgewerbemuseums Düsseldorf (entworfen als Beitrag zur Louisiana Purchase Exposition, abgegangen)
- 1905–1907: Villa Obenauer in Saarbrücken
- 1905–1908: Eduard-Müller-Krematorium in Hagen-Delstern
- 1908–1909: Turbinenhalle der AEG in Berlin-Moabit
- 1908–1909: Wohnhaus Schröder in Hagen (im Zweiten Weltkrieg zerstört)
- 1909: Alte Bahnfabrik, Dachgarten, Hochspannungsfabrik der AEG in Berlin
- 1909–1910: Katholisches Gesellenhaus in Neuss
- 1909–1910: Villa Cuno in Hagen
- 1910: Bootshaus „Elektra“ für die als Ruderverein der Angestellten und Beamten der AEG im Jahr 1908 gegründete Berliner Rudergesellschaft „Elektra“ in Berlin-Oberschöneweide[24][25][26]
- 1910: freitragende Ausstellungshalle (Tragwerk aus Holz, nach ihrem Erfinder als Hetzerhalle bezeichnet) der Reichseisenbahnen mit 43 Meter Spannweite für die Brüsseler Weltausstellung 1910, errichtet vom Unternehmer Otto Hetzer aus Weimar, entworfen von Peter Behrens (temporäres Bauwerk)[27][28]
- 1910: Kraftmaschinenhalle der deutschen Abteilung, ebenfalls für die Weltausstellung in Brüssel 1910, gemeinsam mit der Stahlbaufirma Breest & Co.,[29] anschließend noch im selben Jahr transloziert als Verladehalle der Firma G. Polysius nach Dessau[30]
- 1911: Gaswerk Ost in Frankfurt am Main, am Osthafen[31]
- 1911: Werkssiedlung der AEG in Hennigsdorf
- 1911–1912: Mannesmann-Haus (Verwaltungsgebäude der Mannesmannröhren-Werke AG) in Düsseldorf
- 1911–1912: Deutsche Botschaft in Sankt Petersburg[32]
- 1911–1912: Wohnhaus für Regierungsbaumeister C. H. Goedecke in Hagen
- 1911–1912: Haus Wiegand, Wohnhaus für den Archäologen und Museumsdirektor Theodor Wiegand in Berlin-Dahlem, heute Sitz des Deutschen Archäologischen Instituts
- 1912: Montagehalle für Großmaschinen und Neue Fabrik für Bahnmaterial der AEG in Berlin
- 1912–1914: Verwaltungsgebäude der Continental AG in Hannover (Ausbau 1919–1920), heute Haus der Wirtschaftsförderung
- 1913: Kleinmotorenfabrik der AEG in Berlin
- 1914: Geschäftshaus Frank & Lehmann in Köln, Unter Sachsenhausen 37[33]
- 1914–1917: Fabrikanlage für die Nationale Automobil-Gesellschaft (NAG) in Berlin-Oberschöneweide (später Werk für Fernsehelektronik, genannt Peter-Behrens-Bau)
- 1915: Waldsiedlung Wuhlheide in Berlin-Karlshorst, Hegemeisterweg
- 1919–1923: Siedlung Oberschöneweide in Berlin
- 1919: Arbeiter- und Werkmeistersiedlung für die Deutsche Werft AG in Hamburg-Finkenwerder
- 1921–1925: Technisches Verwaltungsgebäude der Hoechst AG in Frankfurt-Höchst
- 1921–1925: Verwaltungsgebäude und Hauptlagerhaus der Gutehoffnungshütte in Oberhausen
- 1925: Grabmal für Friedrich Ebert in Heidelberg, auf dem Bergfriedhof
- 1925–1926: Kolleg St. Benedikt in Salzburg
- 1925–1926: Wohnhaus New Ways für Wenman Joseph Bassett-Lowke in Northampton[34][35]
- 1927: Wohnhaus in der Weißenhofsiedlung in Stuttgart
- 1927: Hafenspeicher in Tilsit[36]
- 1928: Umbau des Hauses Feller-Stern in Zagreb, Kroatien[37]
- 1928: U-Bahnhof Moritzplatz (U-Bahn-Linie U 8)
- 1928: Entwurf für das Kaufhaus Adam in Berlin-Mitte, Ecke Friedrichstr./Leipziger Str.[38]
- 1928–1930: Gemeindebau Franz-Domes-Hof in Wien-Margareten
- 1929: Wohnhaus für Kurt Lewin in Berlin-Nikolassee, Waldsängerpfad 3[39][40]
- 1929–1930: Gruppe von Mehrfamilienwohnhäusern in Berlin-Westend, Bolivarallee 9
- 1929–1931: Villa Gans in Kronberg im Taunus
- 1929–1931: Synagoge in Žilina, Kuzmányho 1[41][42]
- 1929–1935: Tabakfabrik der Österreichischen Tabakregie in Linz (mit Alexander Popp)
- 1930–1932: Alexanderhaus und Berolinahaus am Alexanderplatz in Berlin
- 1931: Haus „Ring der Frauen“ auf der Deutschen Bauausstellung 1931 in Berlin-Charlottenburg (nicht erhalten)
- 1932–1933: Haus Hohenlanke bei Neustrelitz (geplant als eigener Altersruhesitz, teilweise ausgeführt)
- 1933–1951: Friedenskirche in Linz (mit Alexander Popp, Hans Feichtlbauer und Hans Foschum)
- 1934: Entwurf einer Sport- und Kongresshalle in Hamburg
- 1939: Entwurf für ein neues Hauptverwaltungsgebäude der AEG in Berlin

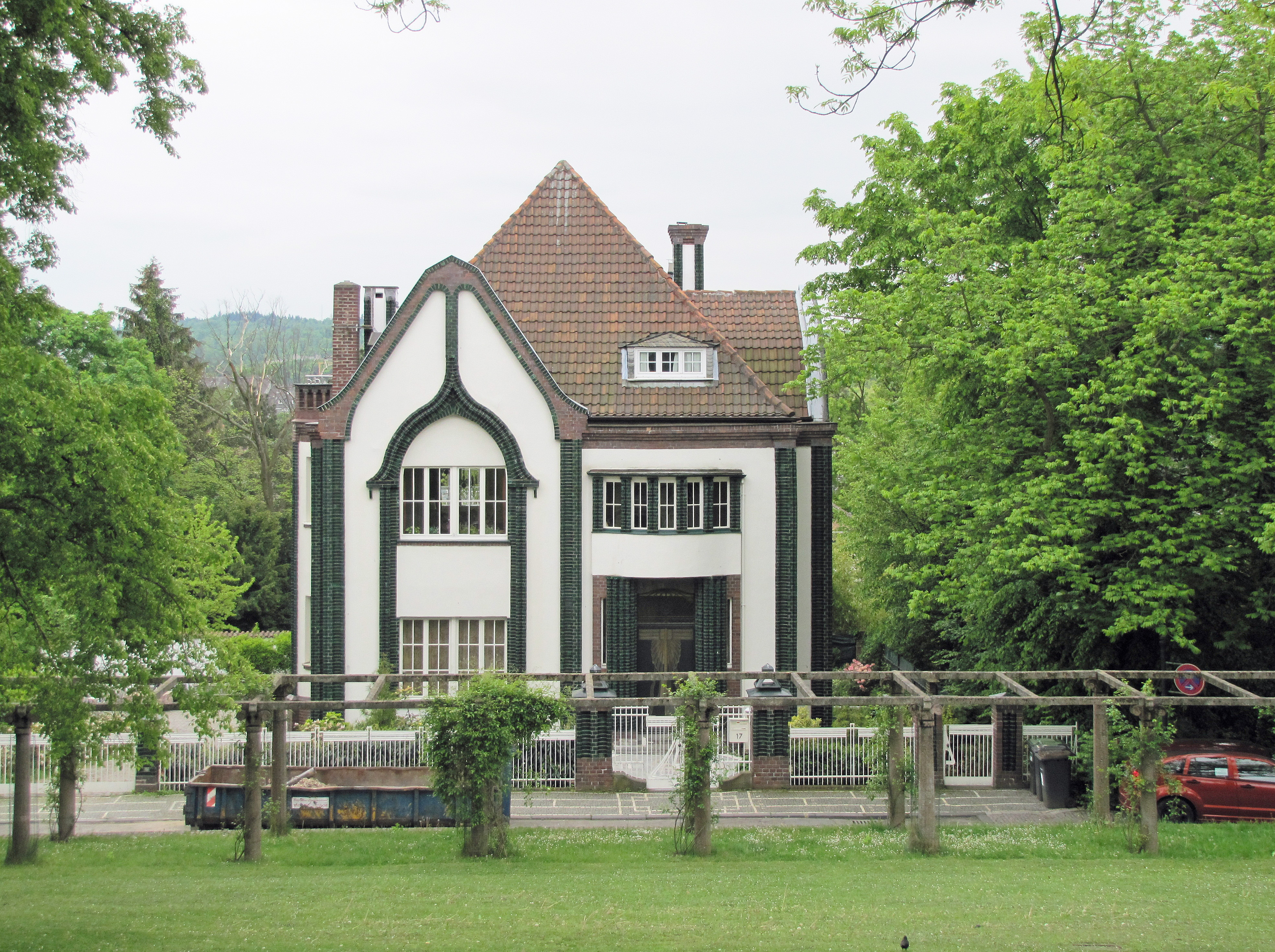
Wohnhaus Behrens in der Künstlerkolonie auf der Mathildenhöhe bei Darmstadt (1901 erbaut)
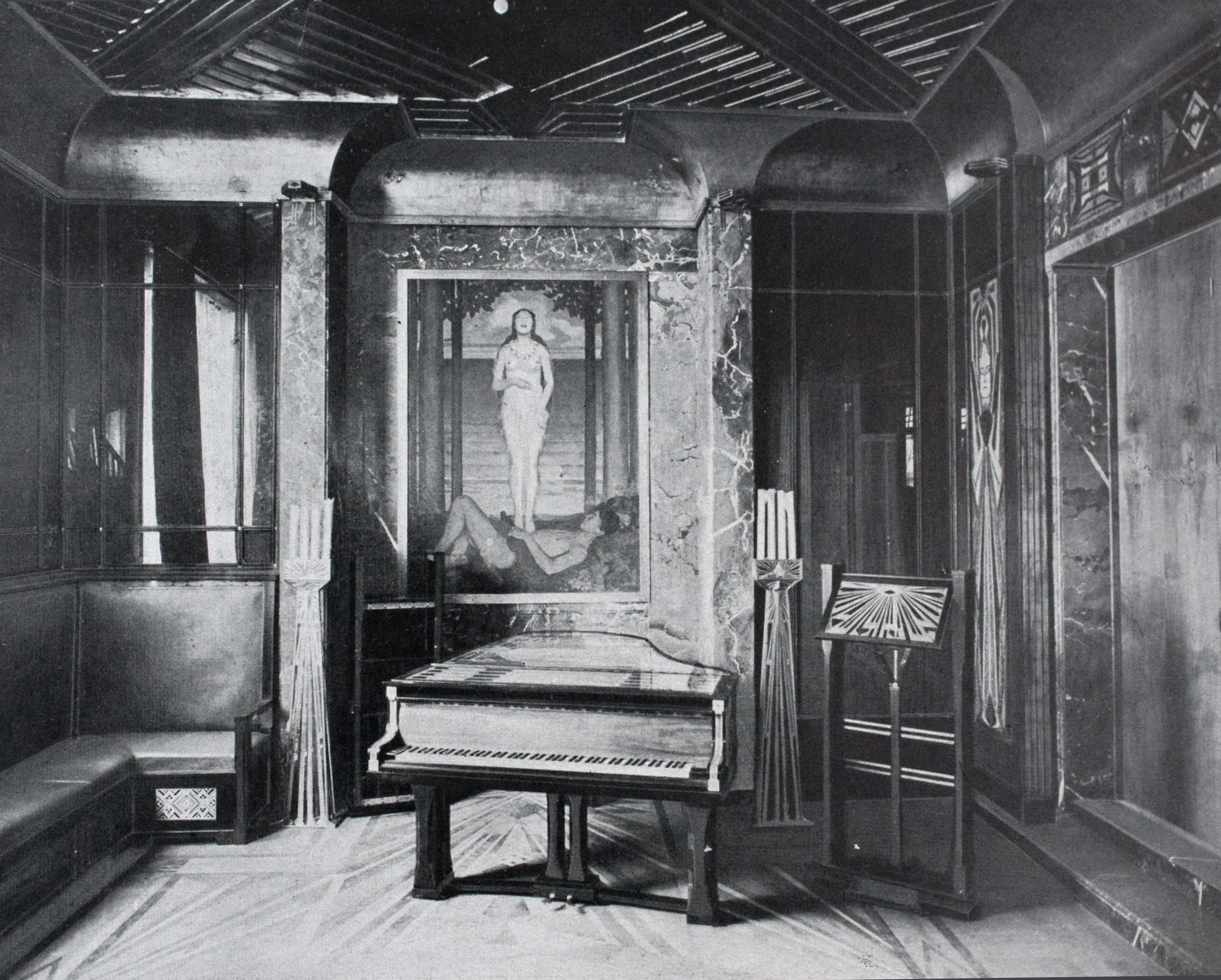
Musikzimmer im Haus Behrens mit Schiedmayer-Flügel
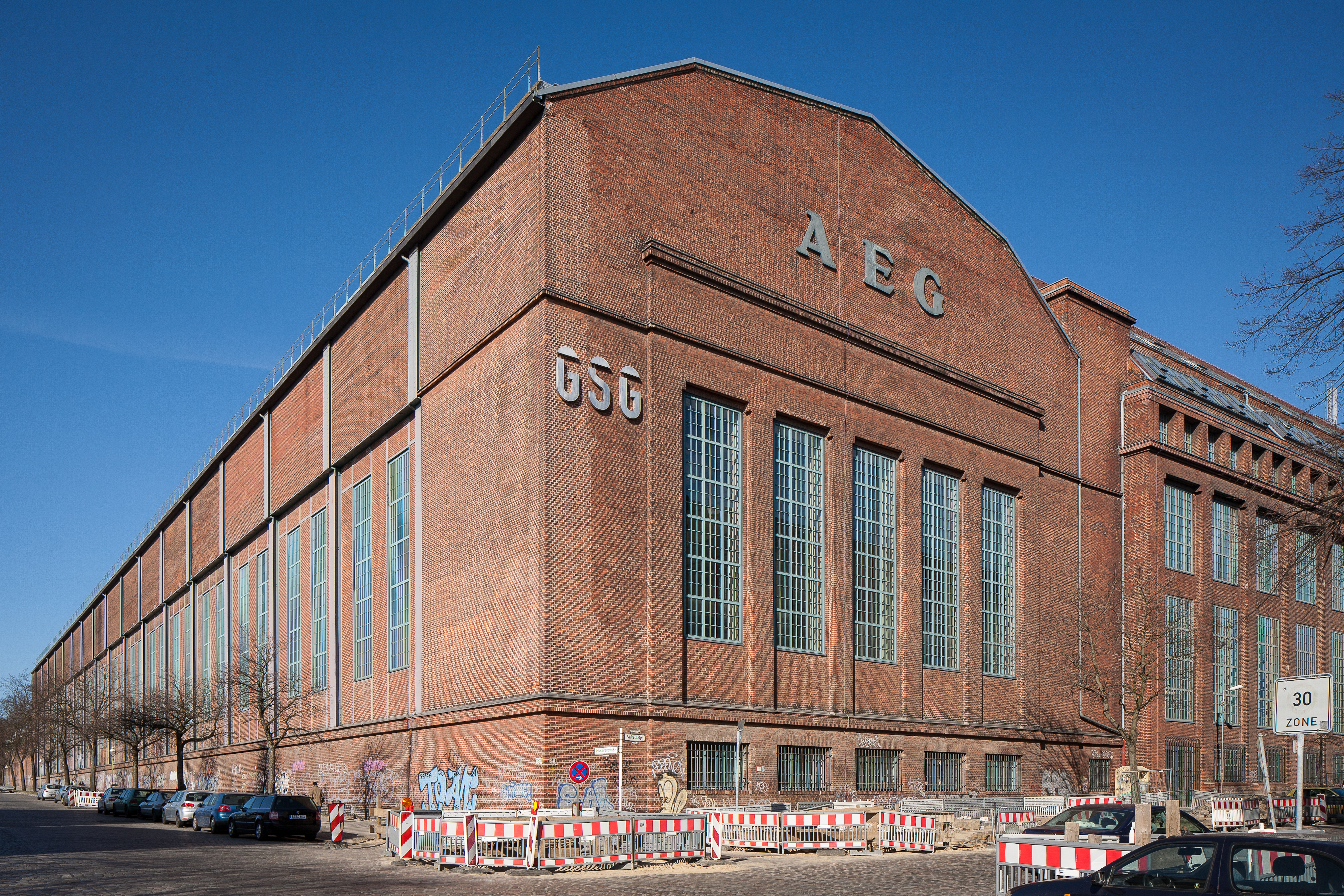
Montagehalle für Großmaschinen, Berlin-Gesundbrunnen (1912)
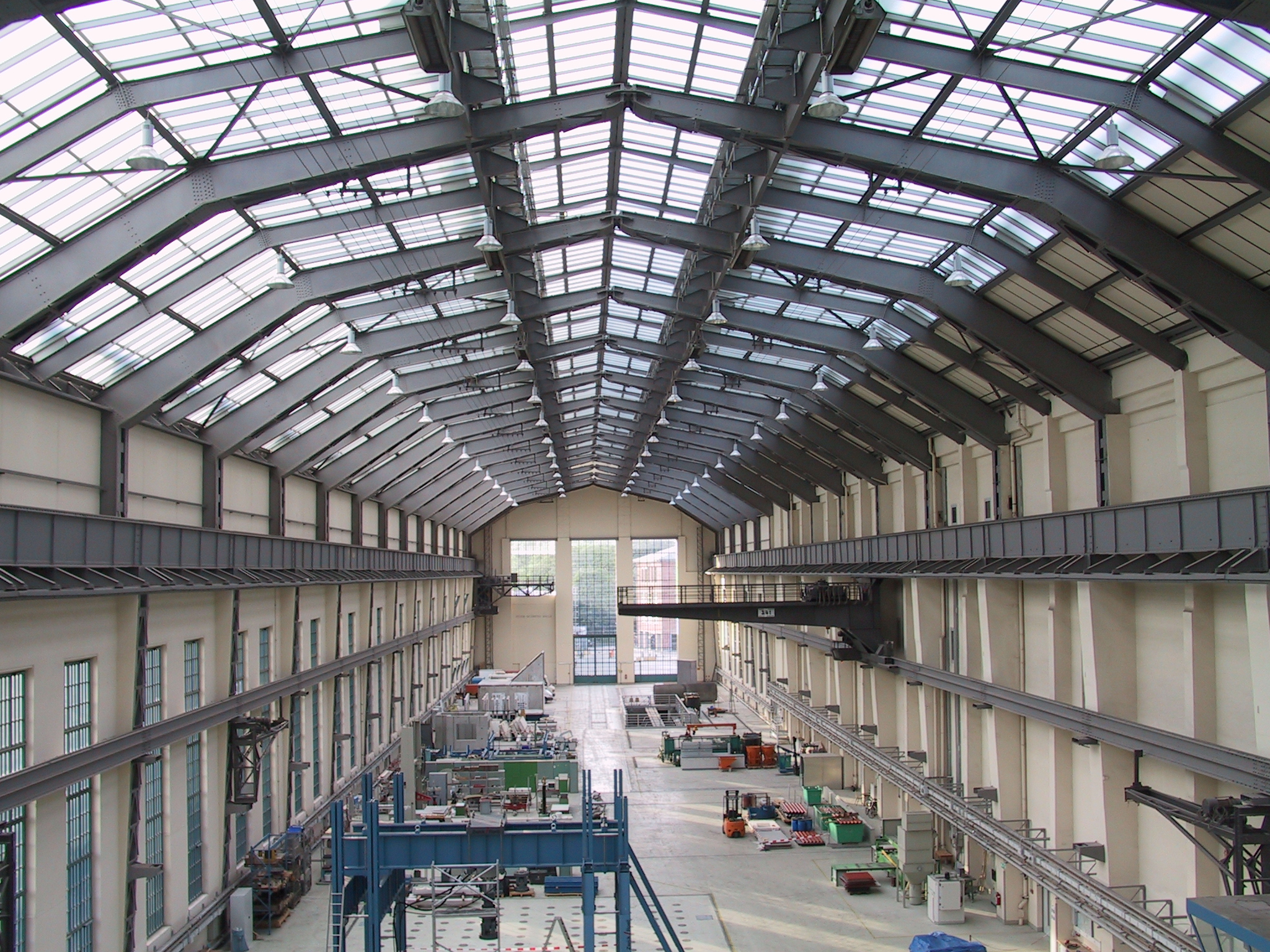
Montagehalle für Großmaschinen, Innenansicht 2005 (1912)
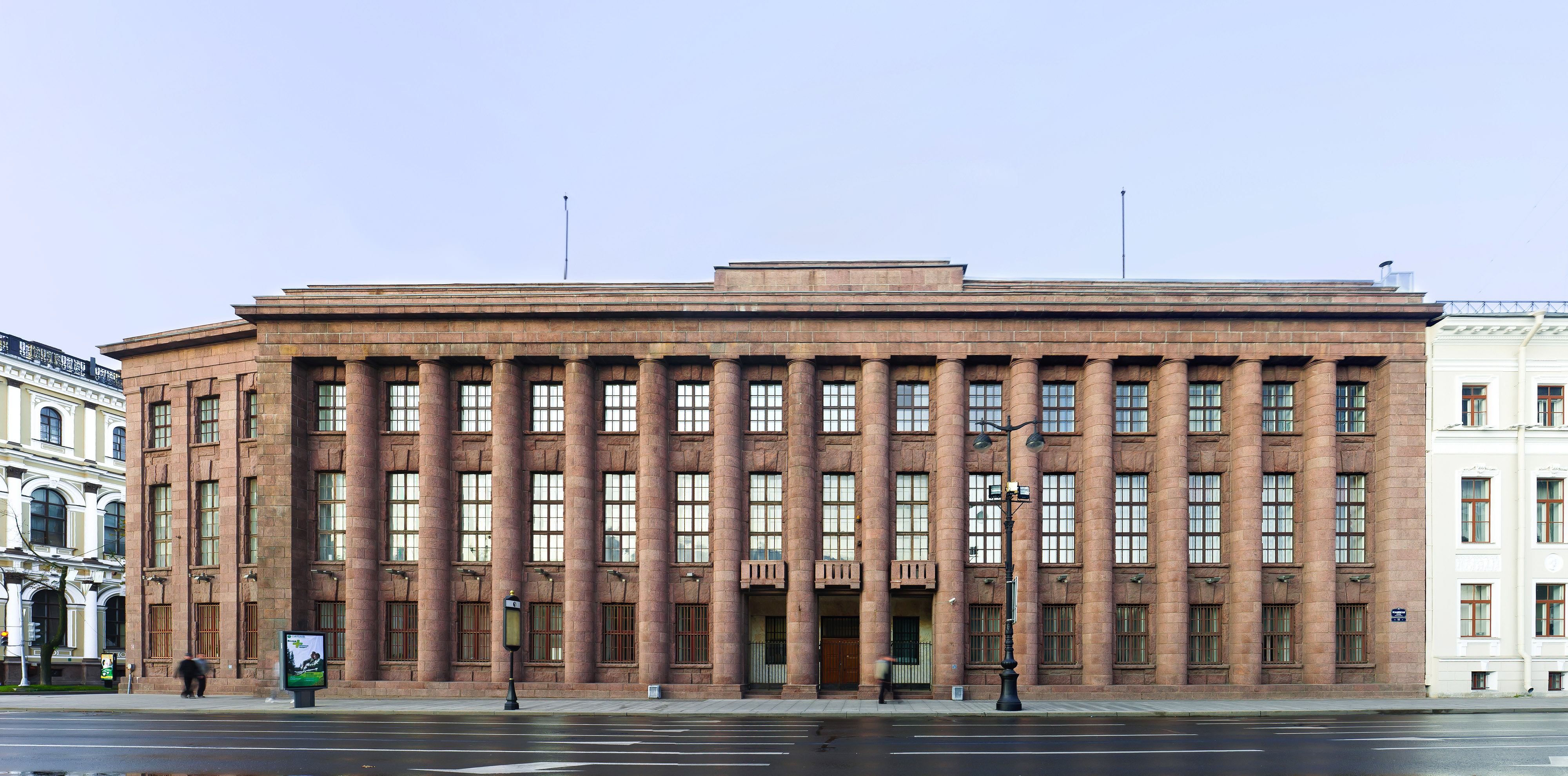
Fassade der ehem. Dt. Botschaft in St. Petersburg
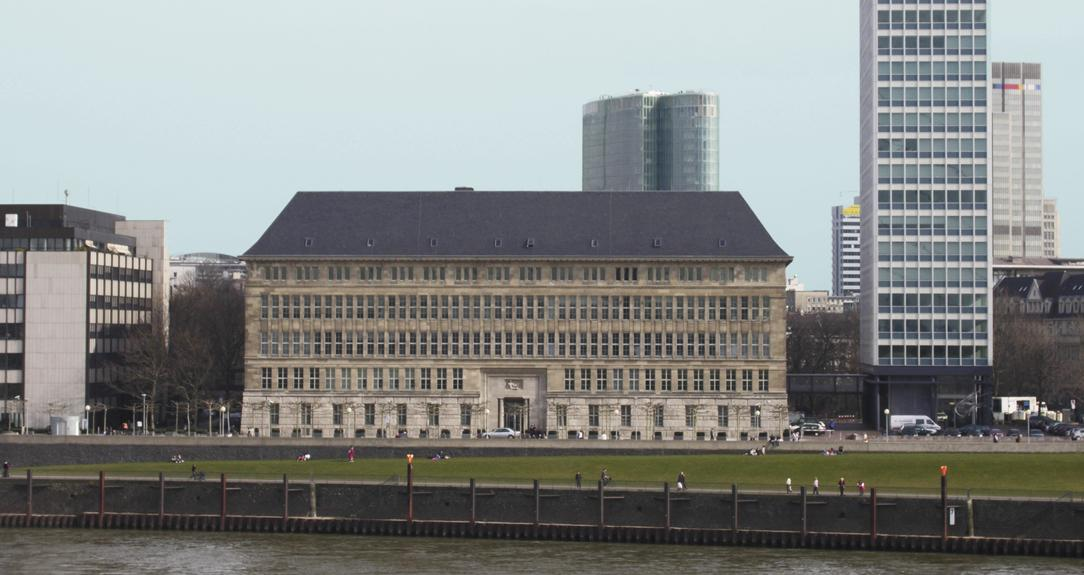
Peter Behrens: Mannesmann-Haus in Düsseldorf, errichtet als Hauptverwaltung für den Mannesmann-Konzern (1911–1912)
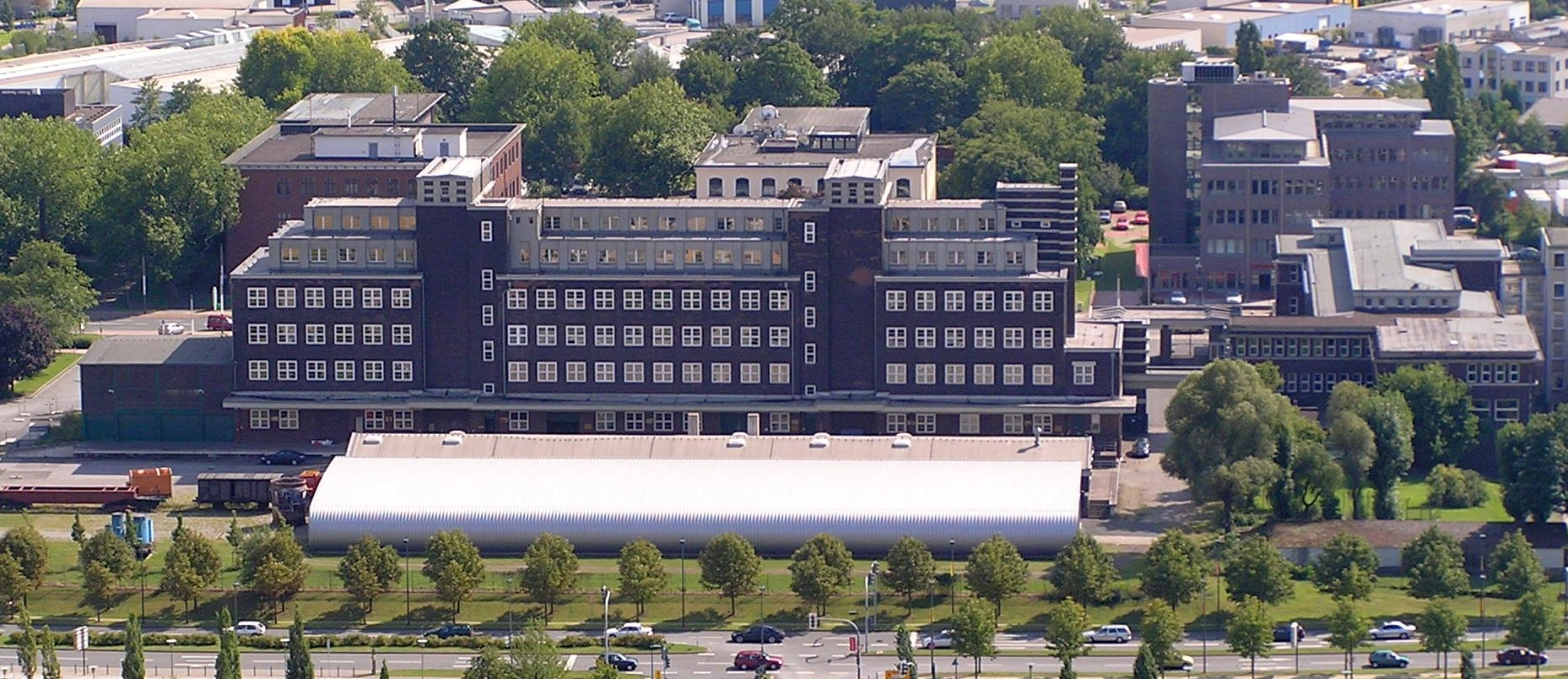
Zentrallager der Gutehoffnungshütte in Oberhausen (1921–1925)
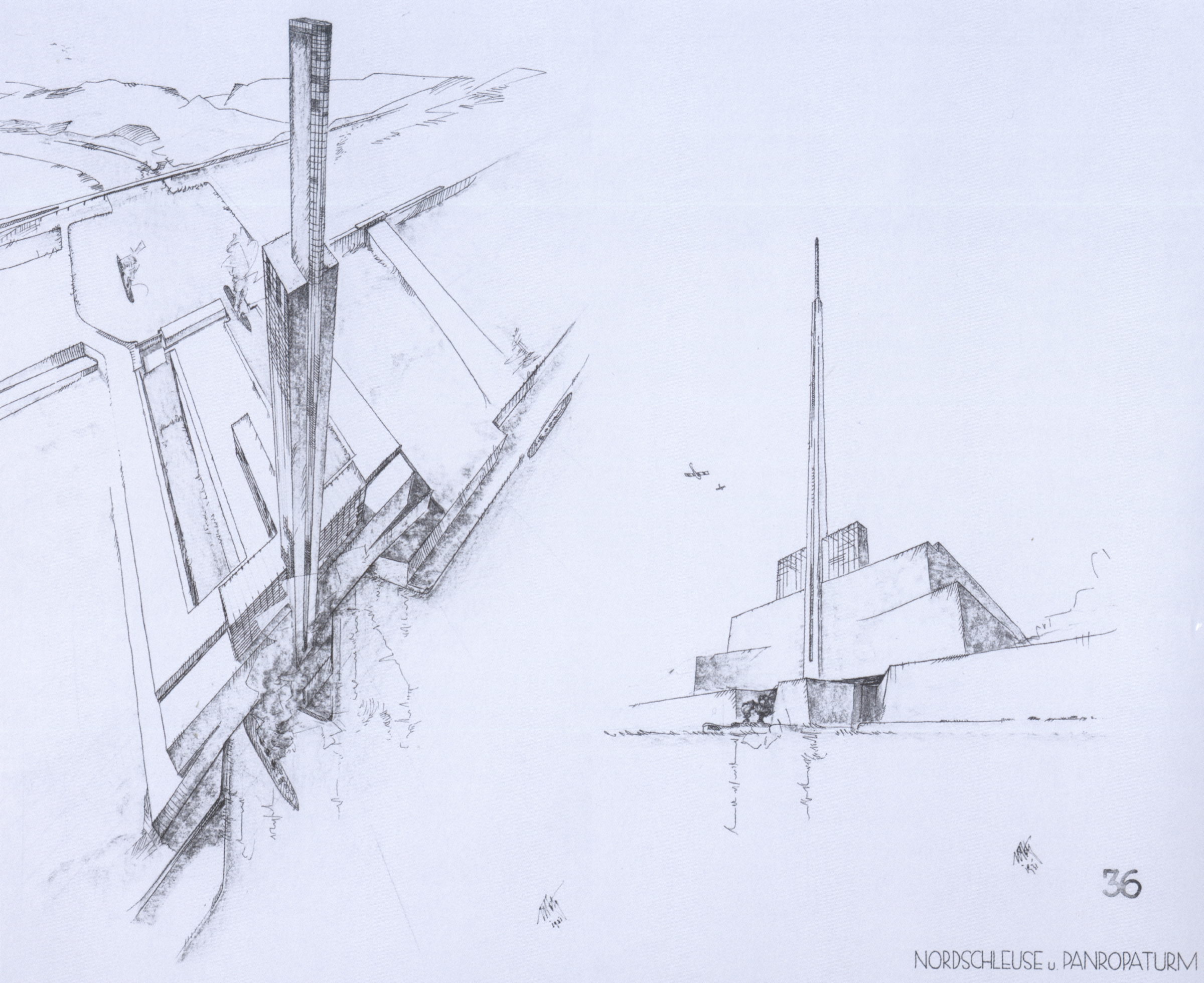
Entwurf für ein Hochhaus über der nie verwirklichten Gibraltardamm-Schleuse
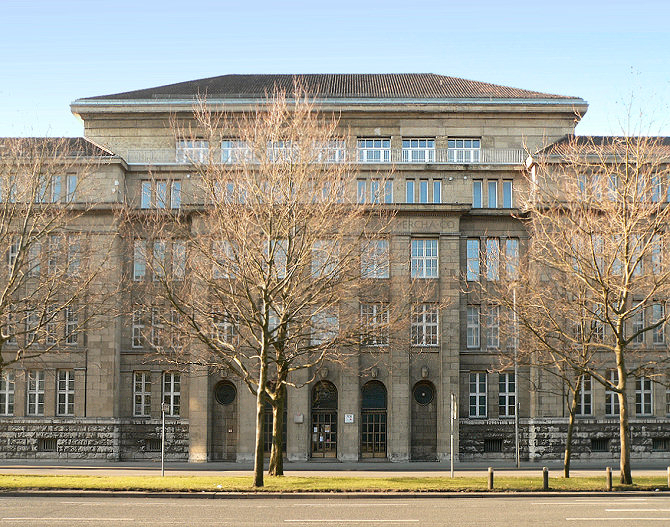
Continental AG in Hannover (heute Haus der Wirtschaftsförderung) Vorderfront (1912)
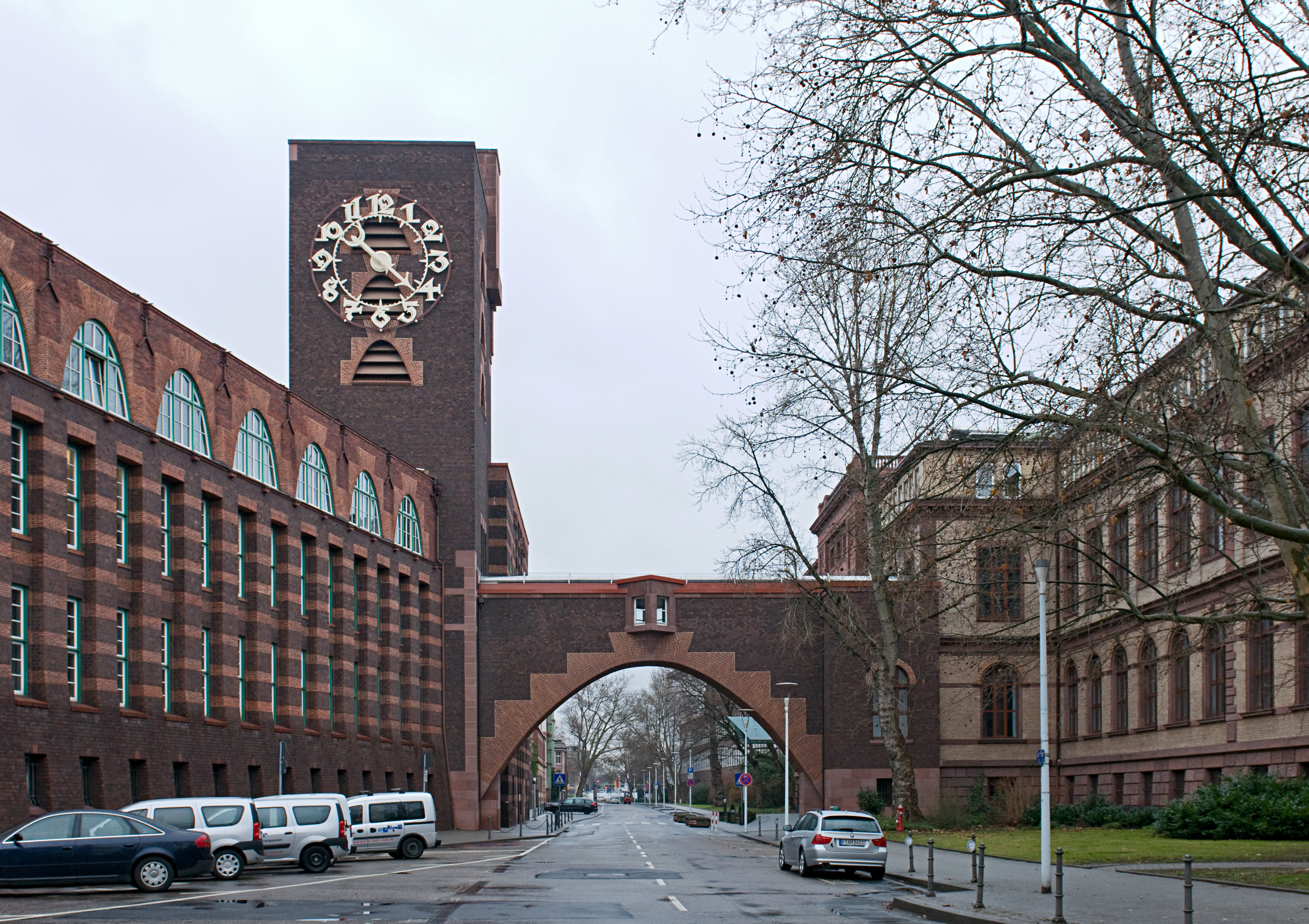
Technisches Verwaltungsgebäude der Hoechst AG in Frankfurt-Hoechst (1925)
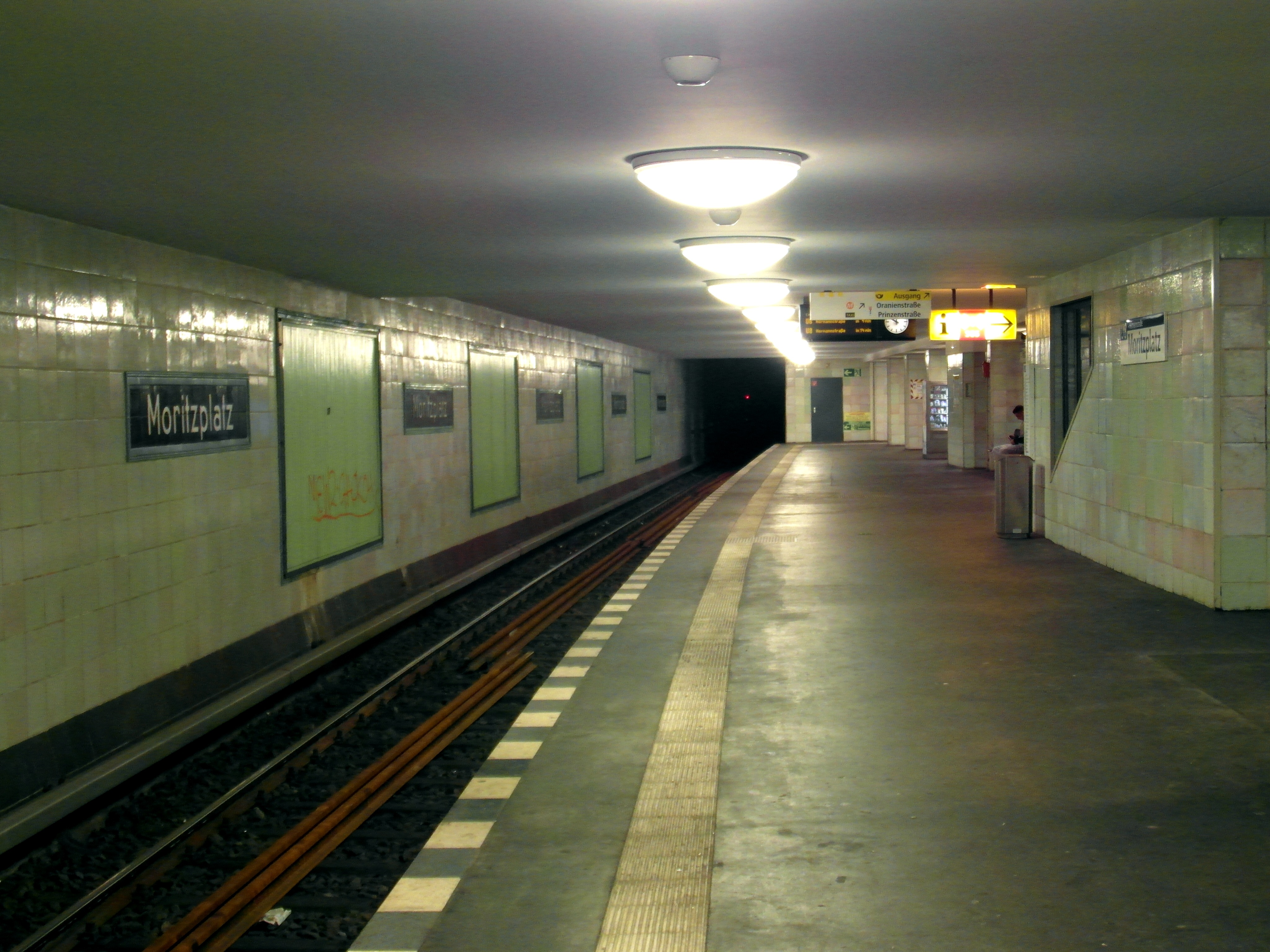
Bahnsteig U-Bahnhof Moritzplatz, Berlin-Kreuzberg, 2012 (1928)
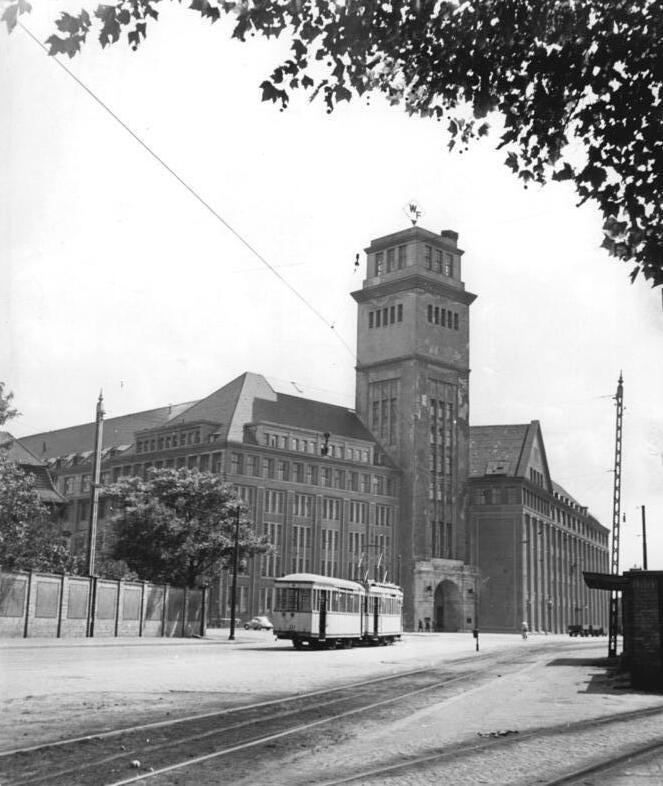
Peter-Behrens-Bau in Berlin-Oberschöneweide für die NAG (Aufnahme 1958)
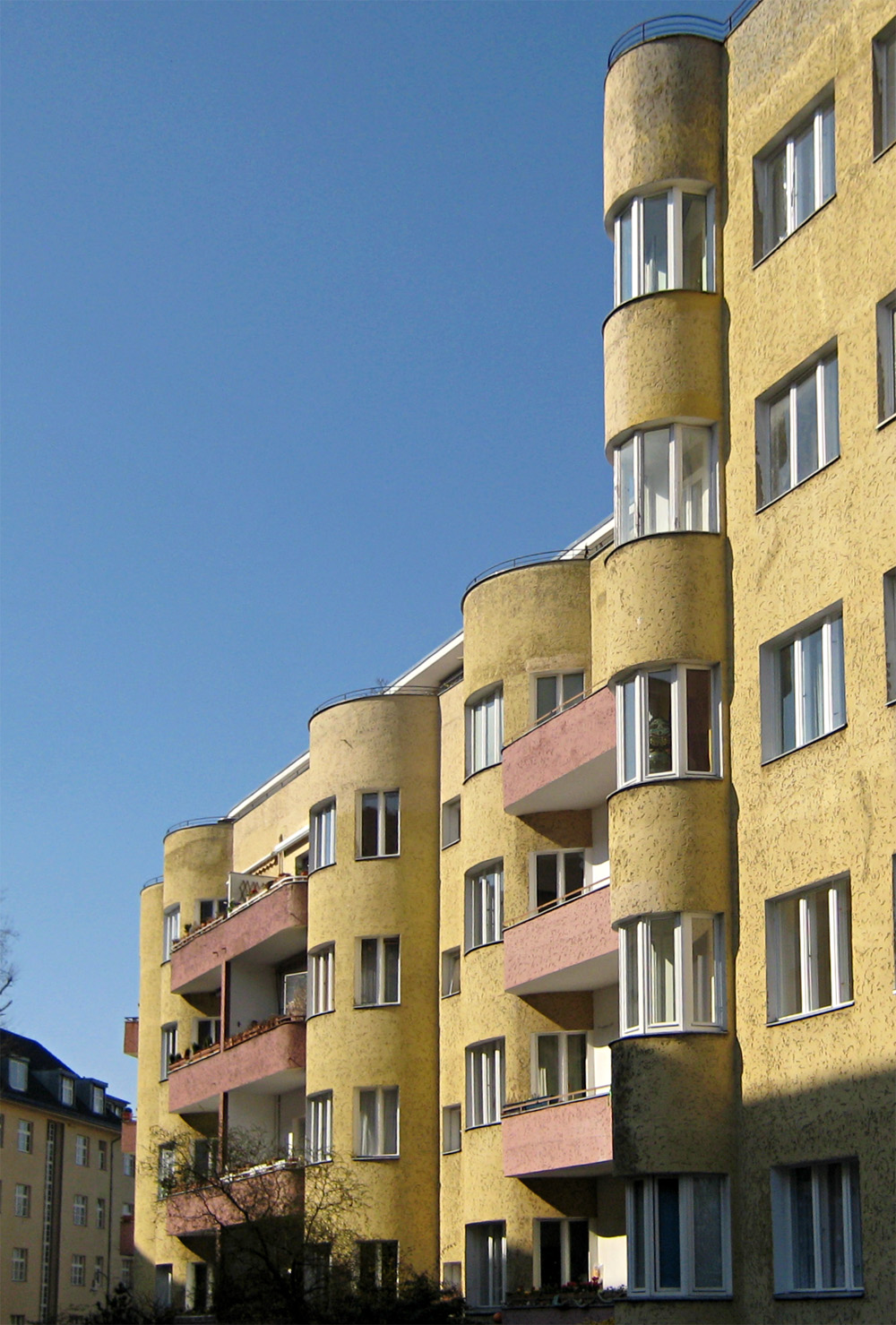
Mietshaus Bolivarallee 9 in Berlin
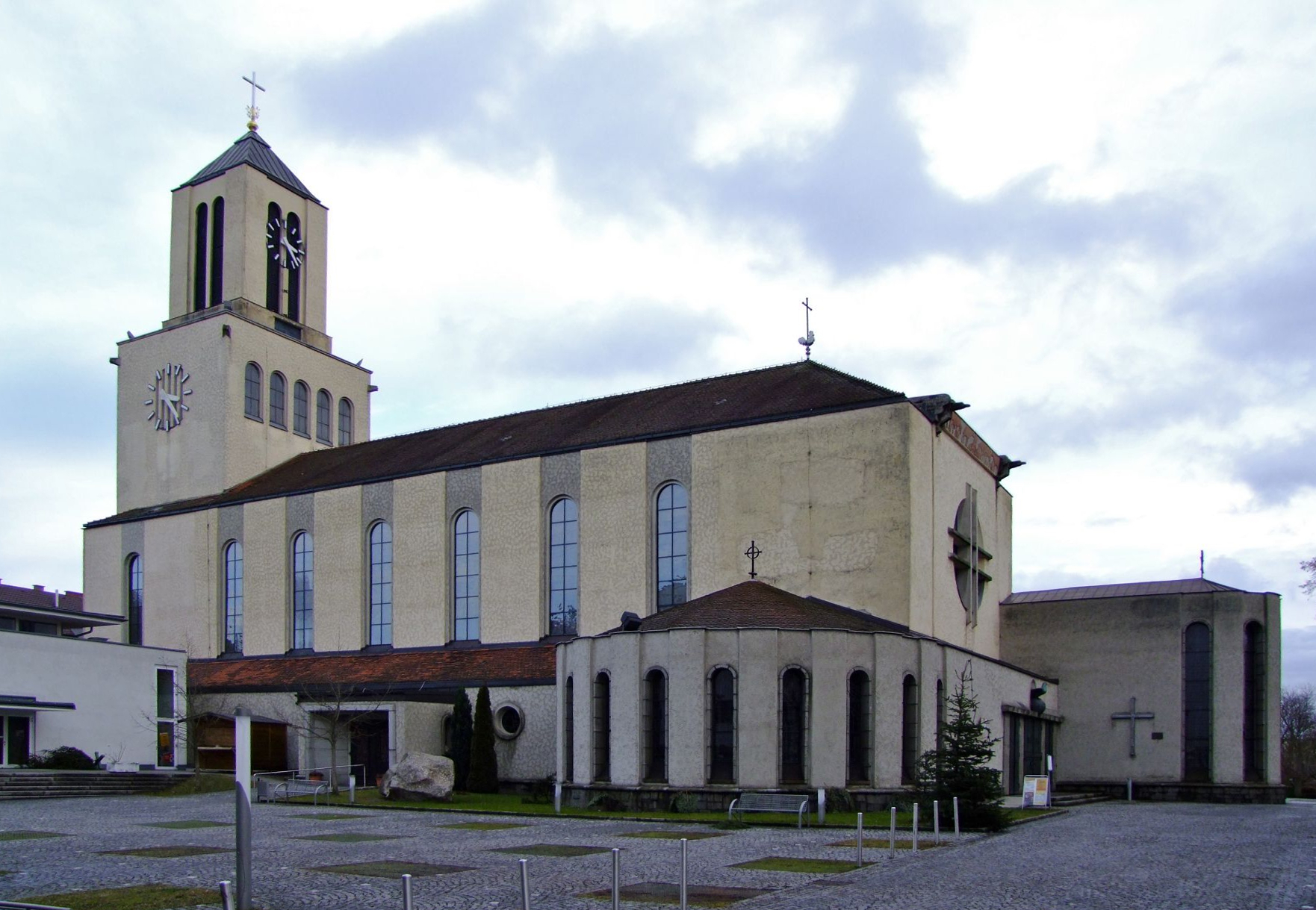
Friedenskirche in Linz
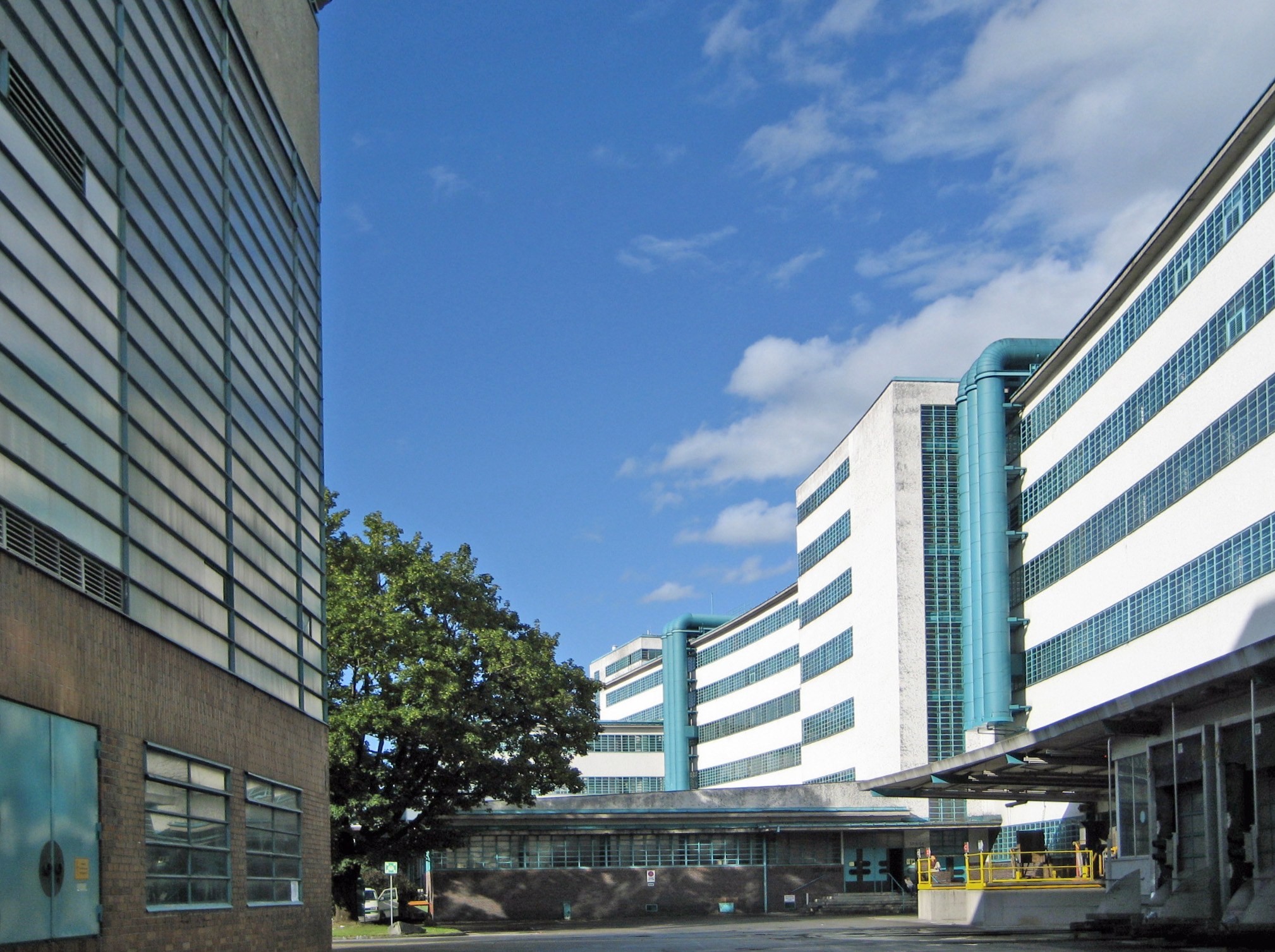
Tabakfabrik in Linz

### Schrift- und Buchgestaltung
- 1901: Festschrift Ein Dokument deutscher Kunst, Die Ausstellung der Künstler-Kolonie in Darmstadt 1901[43]
- 1901: Behrensschrift halbfett (Gebr. Klingspor)[44]
- 1902: Behrensschrift (Gebr. Klingspor)
- 1907: Behrens Antiqua (Gebr. Klingspor)
- 1907: Behrensschrift Kursiv (Gebr. Klingspor)
- 1909: Behrens Antiqua halbfett (Gebr. Klingspor)
- 1914: Behrens Mediäval (Gebr. Klingspor)
- 1916: Gestaltung der Inschrift „DEM DEUTSCHEN VOLKE“ am Berliner Reichstagsgebäude[45]

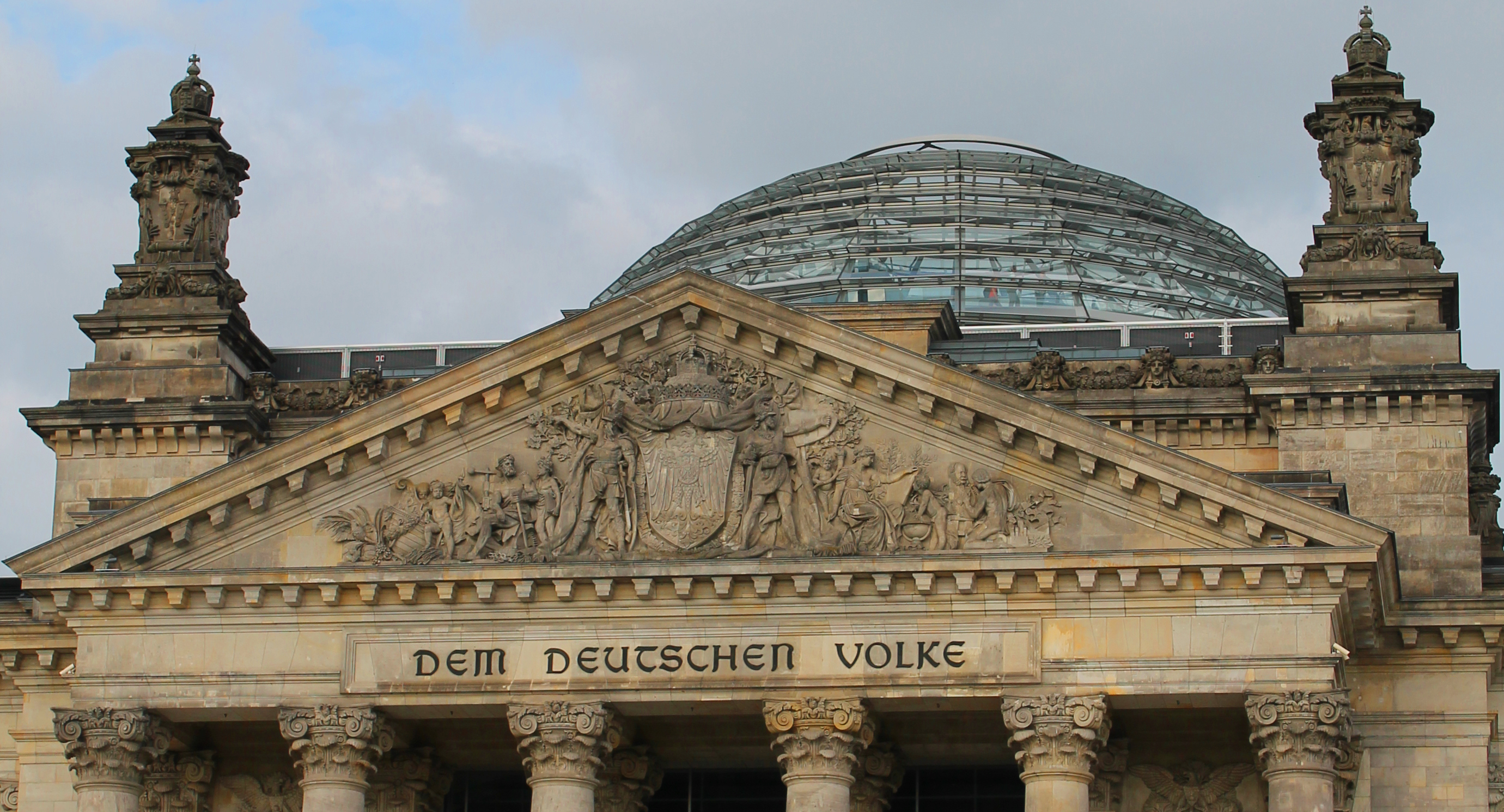
Schriftzug am Berliner Reichstag
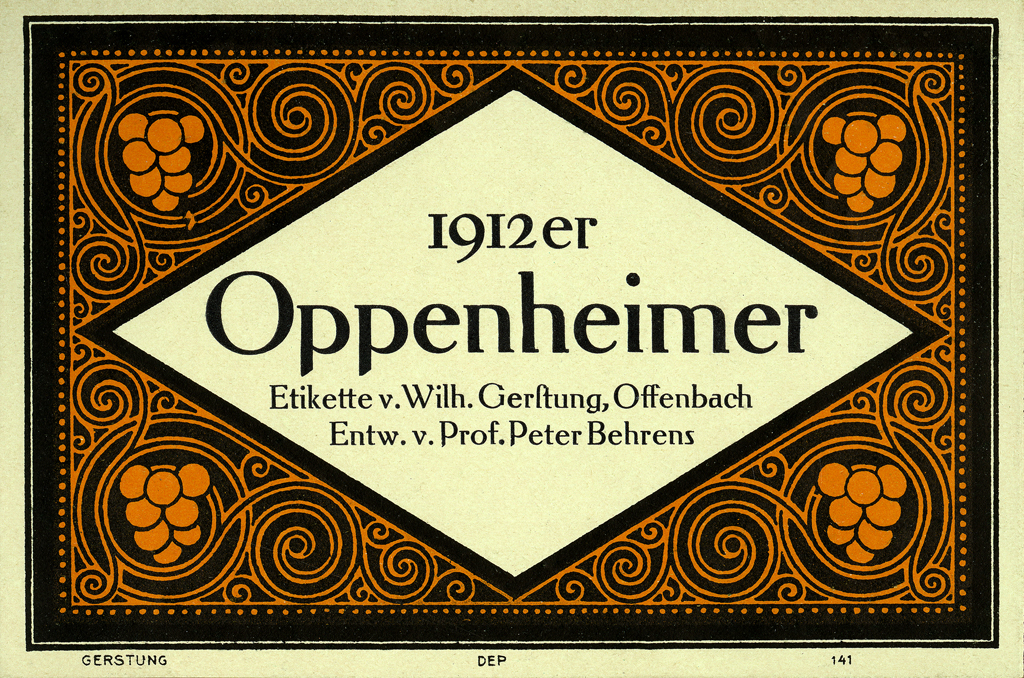
Weinetikett von Wilhelm Gerstung für einen 1912er Oppenheimer nach einem Entwurf von Peter Behrens
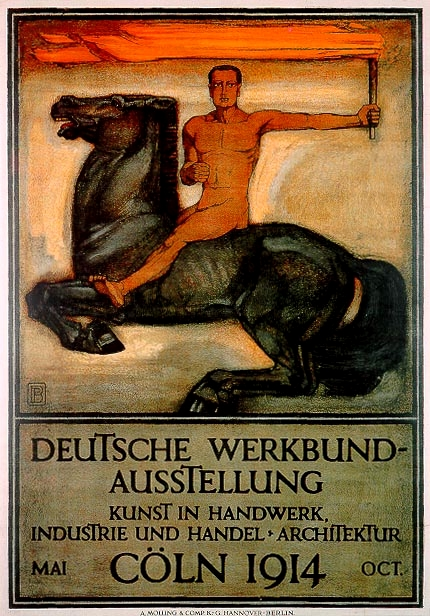
Plakat für die Ausstellung des deutschen Werkbundes in Köln 1914; Entwurf: Peter Behrens; Lithographie/Steindruck: A. Molling & Comp. KG Hannover-Berlin

### Design (Auswahl)
Trinkglasserien, z. B.:
- Trinkglasserie mit rubinroten Füßen
- Trinkglasserie Aegir
- Trinkglasserie Bismarck

Türdrücker für S. A. Loevy
Produkte der AEG, z. B.:
- Bogenlampen
- Werks- und Werkstattleuchten
- Wasserkocher (Produktreihe)
- Kaffeemaschinen (Perkolator)
- Heizlüfter
- Werksuhren
- Voltmeter
- Ventilatoren

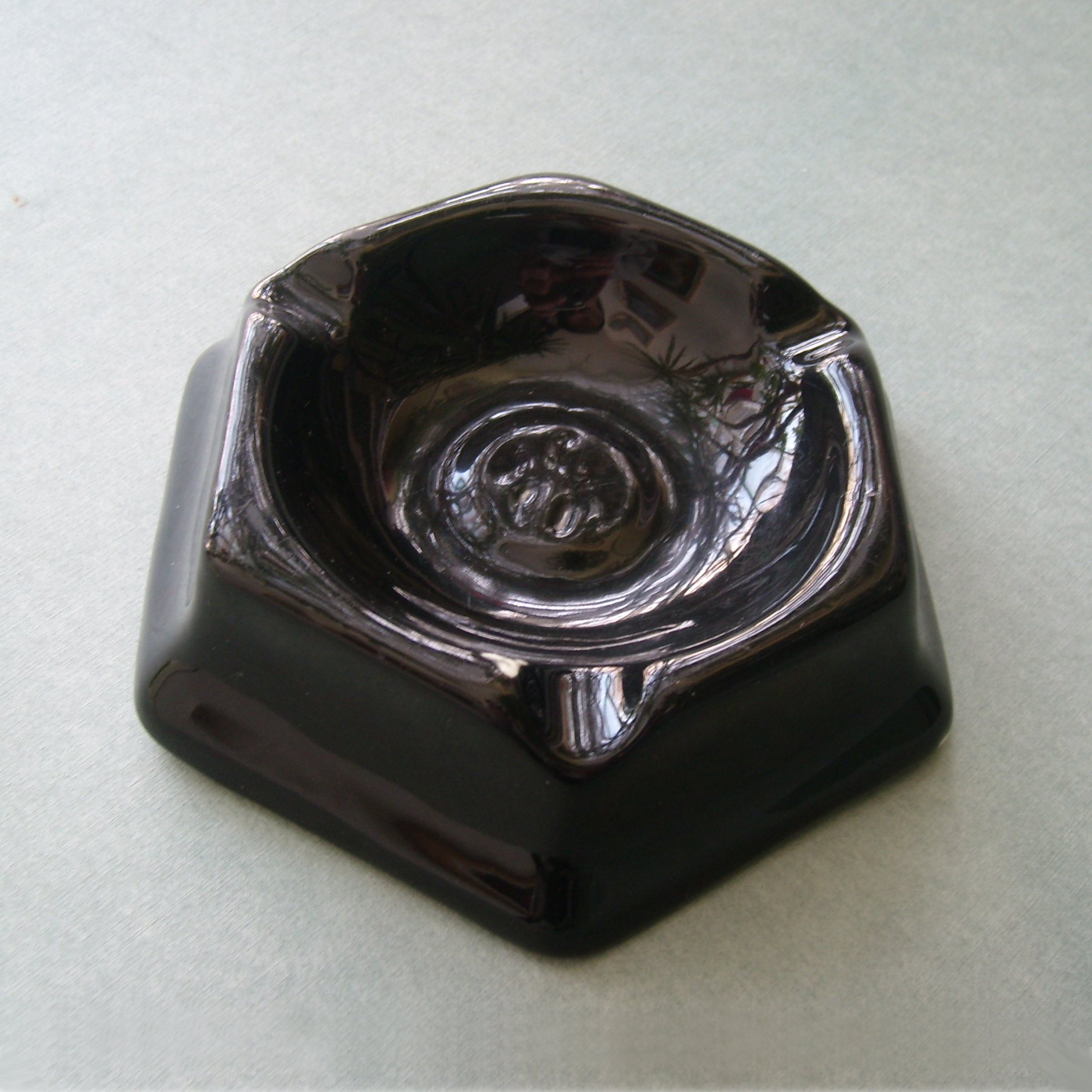
Aschenbecher in Form der „AEG-Wabe“
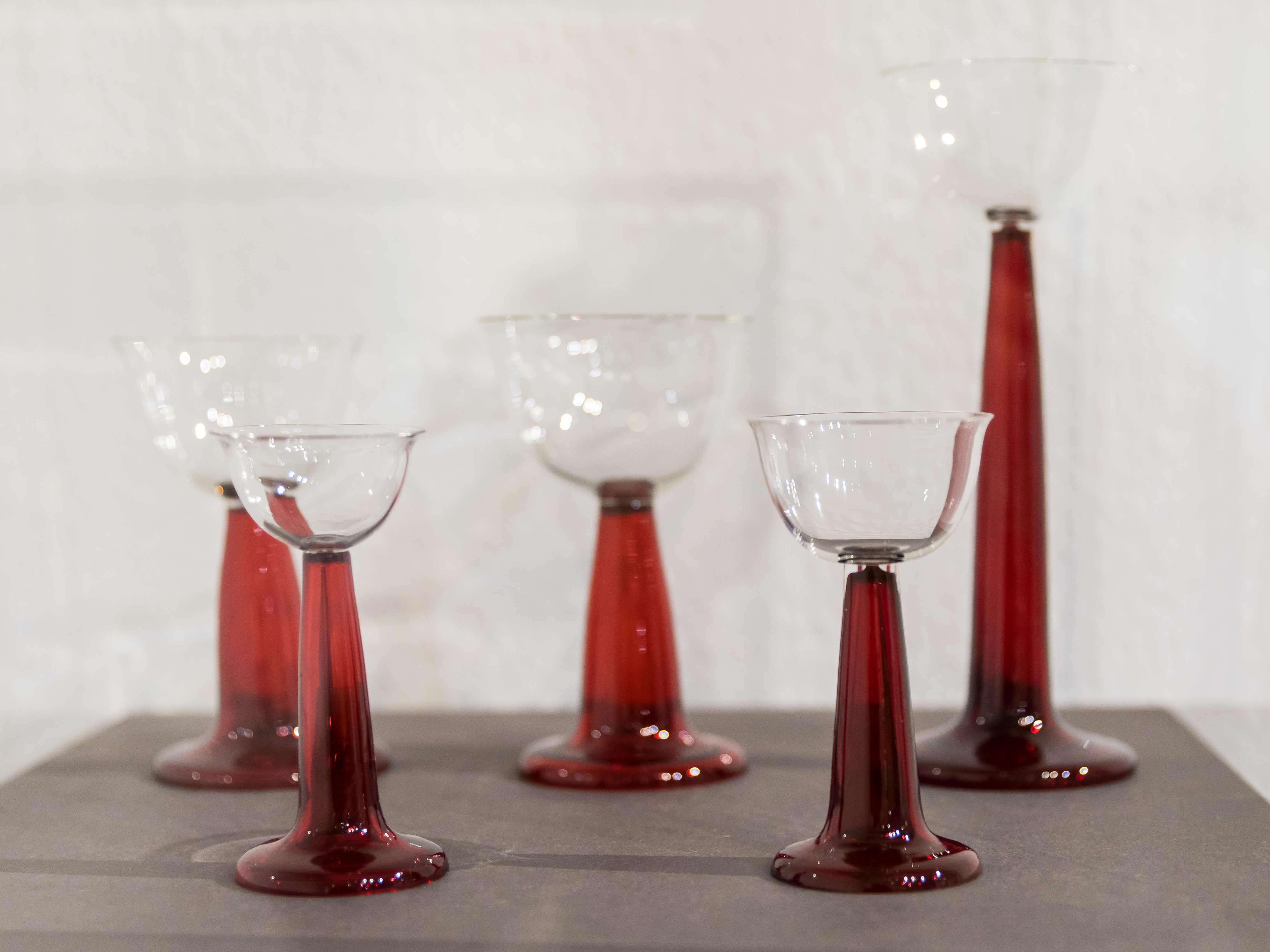
Aus der Trinkglasserie mit rubinroten Füßen, Ausstellung zum 150. Geburtstag von Behrens im Museum für Angewandte Kunst Köln (2018), gefertigt 1901 in der Rheinischen Glashütte Ehrenfeld
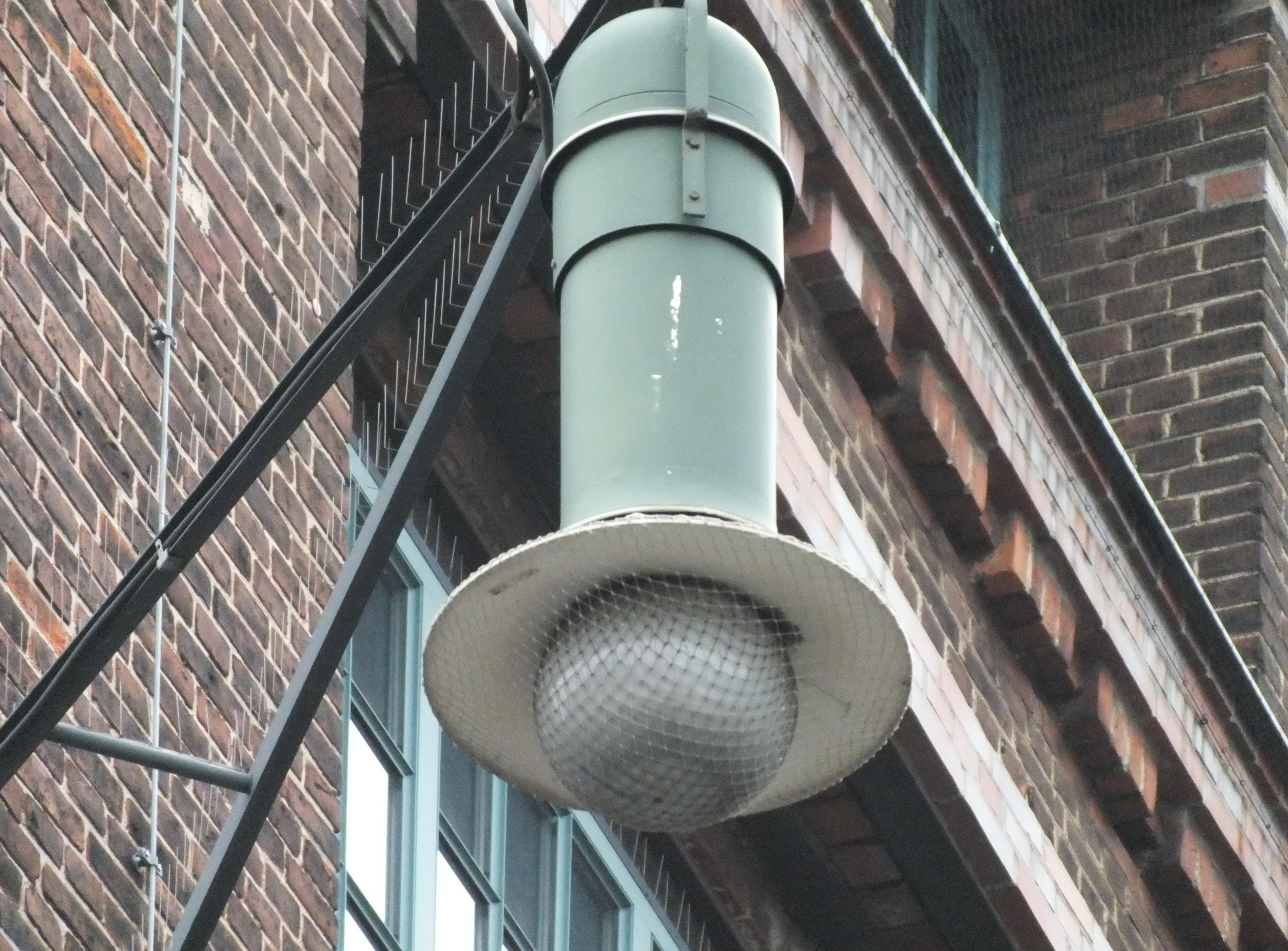
Kohlebogenlampe auf dem AEG-Gelände in Berlin, Brunnenstraße
AEG-Logo (1907) an einer Elektrolokomotive
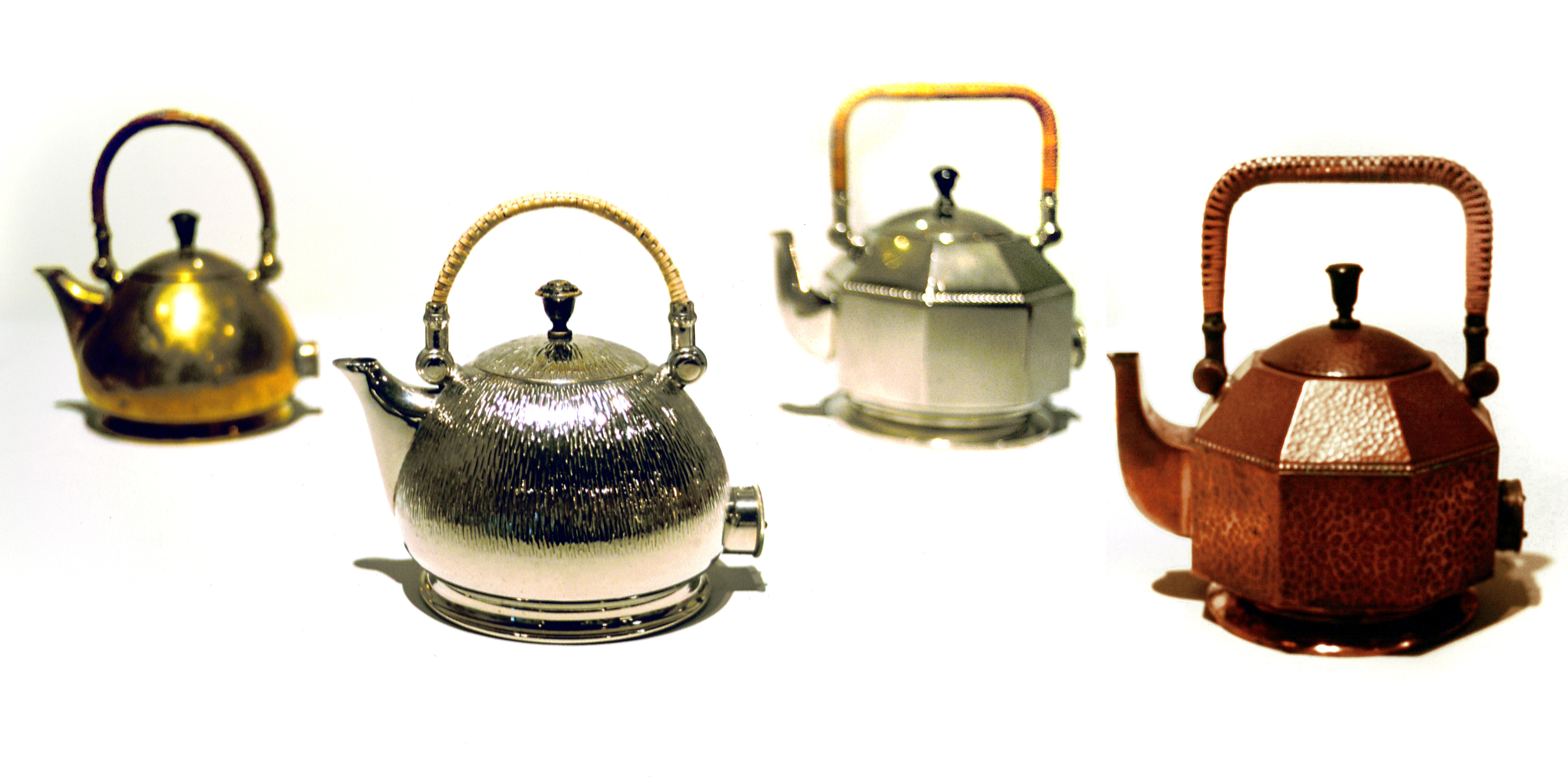
Elektrische Tee- und Wasserkessel für die AEG (1909)
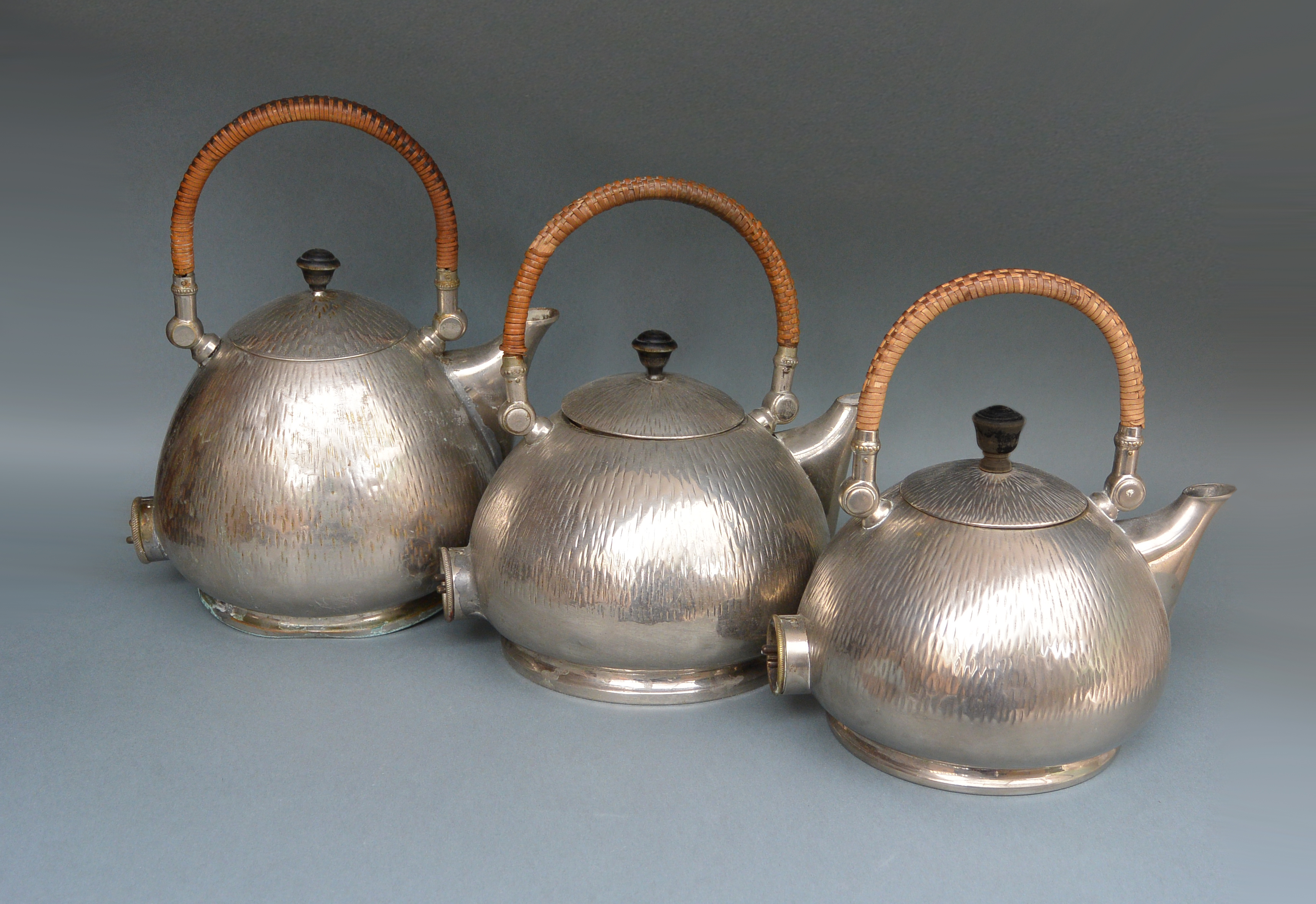
Modell in drei Größen: 1,25 l, 1,0 l und 0,75 l Fassungsvermögen
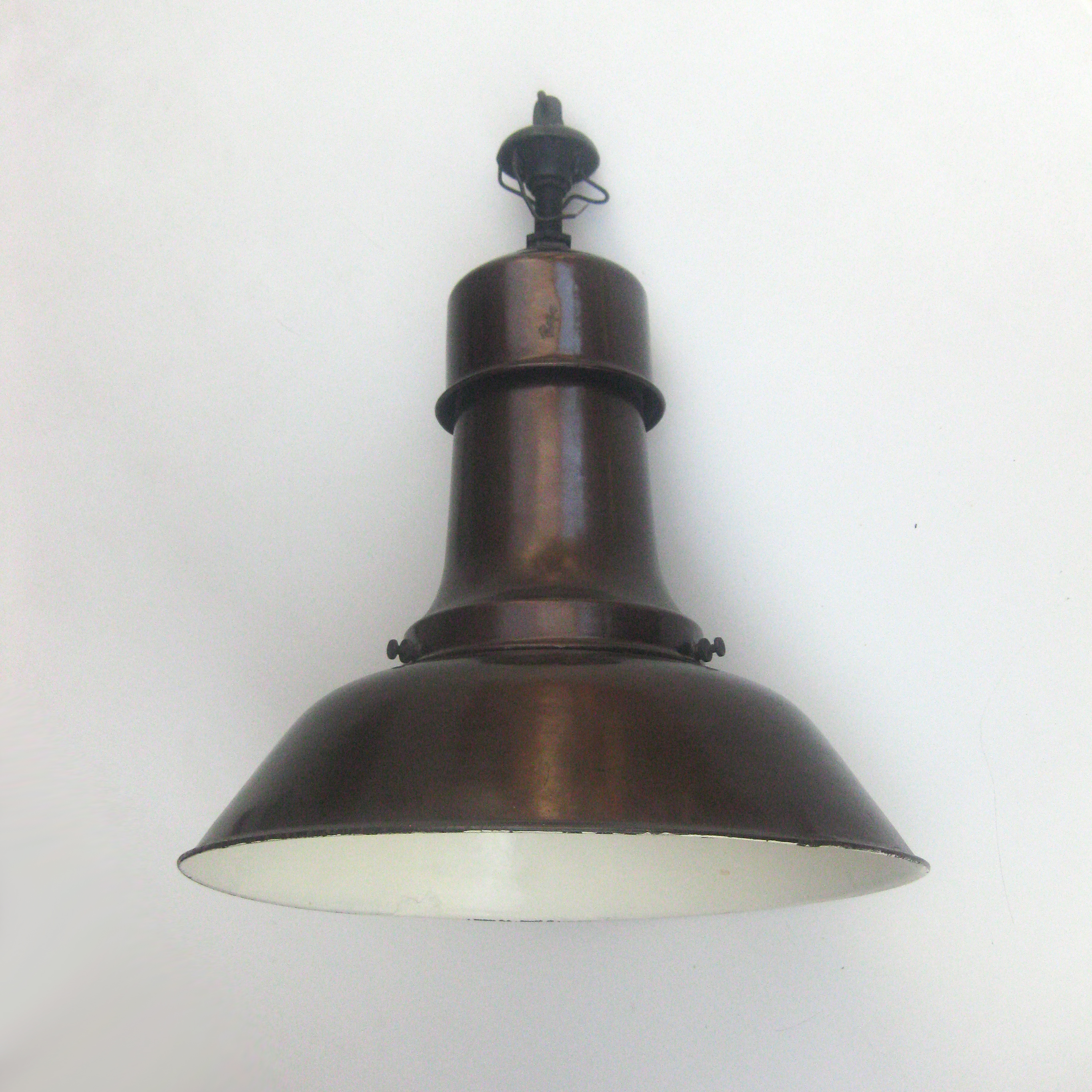
Industrieleuchte für die AEG, das Produkt ist aus Transportgründen zerlegbar
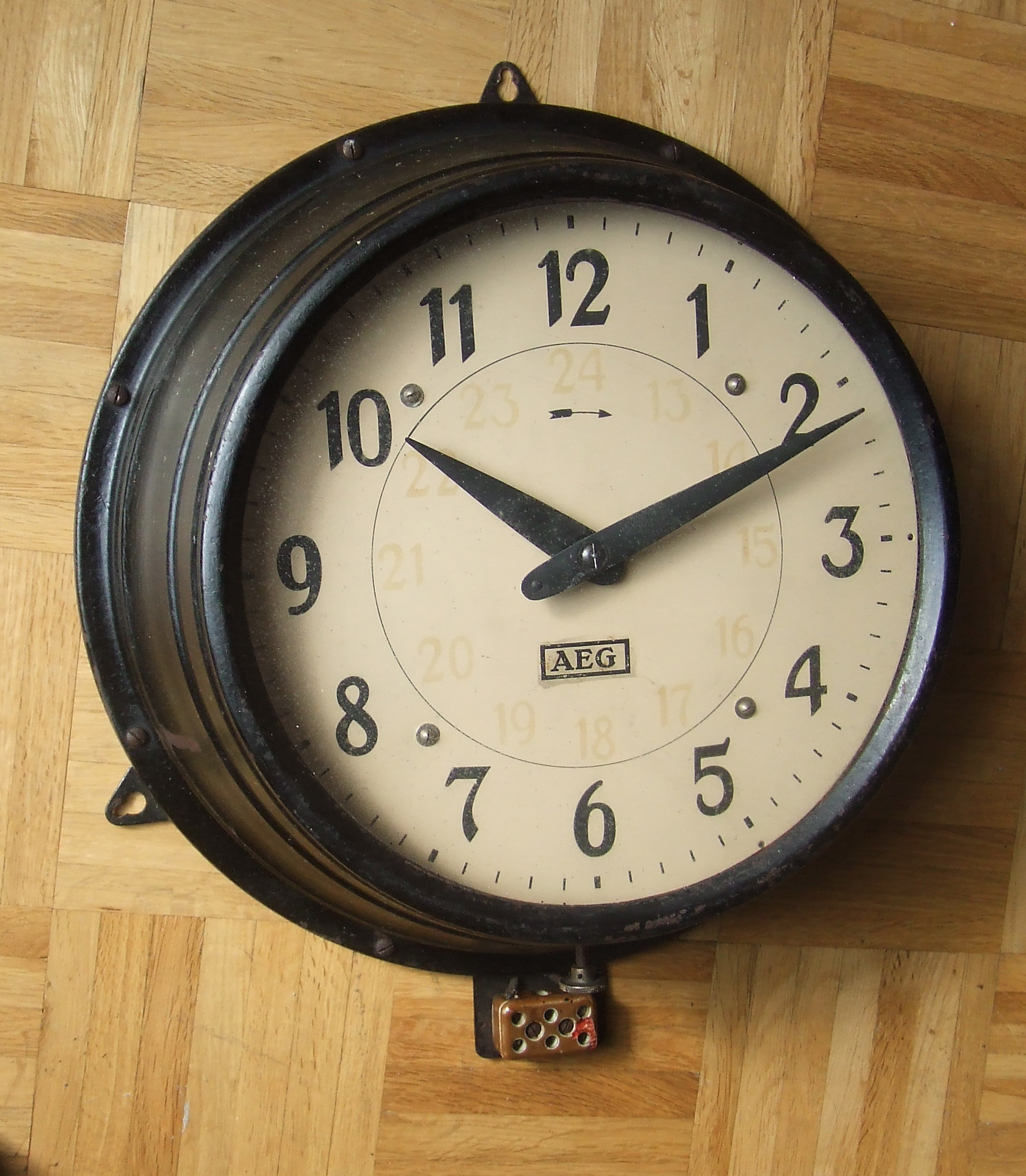
Werkuhr aus einer modularen Produktreihe, Gestaltung entsprechend dem Corporate Design der AEG

## Familie
Peter Behrens war Ehemann der Textilkünstlerin Lilli Behrens und Vater des Ingenieurs und Erfinders Josef Behrens (1890–1947) sowie der Modezeichnerin und Modejournalistin Petra Fiedler (1898–1993). Sein Enkel Till Behrens (* 1931) wurde später Architekt, Stadtplaner und Designer.

## Namensgebungen und andere Ehrungen
Die Fachbereiche für Architektur und Design der Hochschule Düsseldorf führen heute gemeinsam die Bezeichnung Peter Behrens School of Arts. Bereits in den 1960er Jahren hatte es – als Nachfolgerin der Düsseldorfer Kunstgewerbeschule und Vorläuferin der 1971 gegründeten Fachhochschule Düsseldorf – die Peter-Behrens-Werkkunstschule Düsseldorf gegeben.
In Berlin, Düsseldorf, Frankfurt am Main, Hennigsdorf und Potsdam sind jeweils eine Straße, in Darmstadt eine Fachoberschule (auch für Bautechnik) nach ihm benannt. In Linz ist der Platz vor dem Gebäude der Tabakfabrik nach ihm benannt. Im April 2018 erschien anlässlich seines 150. Geburtstags eine Briefmarke im Wert von 70 Cent. Im September 2018 erschien eine 20-Euro-Münze der Bundesrepublik Deutschland mit dem Porträt Behrens’, ebenfalls anlässlich dessen 150. Geburtstags. Als Peter-Behrens-Bau werden mehrere denkmalgeschützte Industriegebäude wie der Peter-Behrens-Bau in Berlin-Oberschöneweide, das ehemalige Hauptlagerhaus der Gutehoffnungshütte in Oberhausen und das ehemalige Technische Verwaltungsgebäude der Hoechst AG in Frankfurt-Höchst bezeichnet.